# ポンペイ、ヘルクラネウム及びトッレ・アンヌンツィアータの遺跡地域
ポンペイ、ヘルクラネウム及びトッレ・アンヌンツィアータの遺跡地域（ポンペイ、ヘルクラネウムおよびトッレ・アンヌンツィアータのいせきちいき）は、西暦79年のヴェスヴィオ山の噴火によって埋もれてしまったポンペイやヘルクラネウム（現・エルコラーノ）の都市遺跡およびトッレ・アンヌンツィアータのヴィラの遺跡を対象とするUNESCOの世界遺産リスト登録物件である。1997年の世界遺産委員会ではイタリアの世界遺産が10件登録されたが、これはそのうちの1件である。

## 歴史
紀元前6世紀に建設されたとされるポンペイは、紀元前80年以降ローマの傘下に入った。当時のポンペイは海に面した港町で、ローマの文化が多く流入する中で発展していた。港は地中海貿易の拠点として栄え、長らく噴火のなかったヴェスヴィオ山の斜面ではブドウなどの栽培が営まれていた。ポンペイでは羊毛加工と並び、ワインの醸造が主要な経済活動のひとつとなっていたのである。

西暦79年の噴火の被災地域

しかし、1世紀には地震が頻発するようになり、西暦62年2月に、その中でも特に規模の大きい地震が一帯を襲い、ポンペイのみならず、近隣の高級保養地ヘルクラネウムなどにも大きな被害をもたらした。現代では、これらの地震はヴェスヴィオ山の活動と関連があったと見なされているが、当時の人々は62年の大地震によって災害のピークは過ぎたと誤認していたという。そして震災からの復興の途上にあった西暦79年8月24日にヴェスヴィオ山は大噴火した。この噴火は13時頃に始まり、水蒸気爆発のあと、大量の軽石が噴出し、周囲に堆積していった。軽石の堆積は1時間当たりにおよそ15cmのペースであったとされ、同じ日の18時には屋根に堆積した軽石によって潰される家屋が出はじめたという。この間、断続的に火砕流が起きたと考えられているが、その最大規模のものは翌朝7時に発生し、周辺の町を住民もろとも飲み込んだ。大プリニウスも近隣の町スタビアエでその火砕流に遭遇し、命を落とした。噴火はその火砕流の少し後、8時頃まで実に約19時間持続していたという。ヴェスヴィオ山麓一帯の街は土の中に埋もれ、次第に忘れ去られていった。時折地表に顔を出す堀や瓦礫が発見されることもあったが興味関心を惹かれることもなく近代まで1500年以上が経過することとなる。

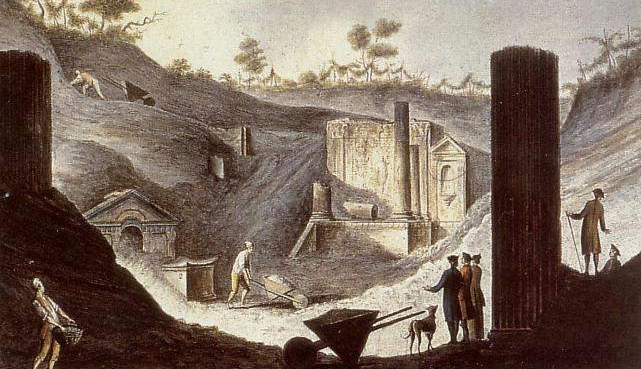
イシス神殿の発掘作業（18世紀）

ポンペイも周辺の遺跡も埋もれたままになっていたが、16世紀には建築家ドメニコ・フォンターナが水路建設の途中で建物の一部を発見した。しかし、このときはまだ遺跡の全体像は認識されていなかった。転機となったのは18世紀にヘルクラネウムの遺跡が発見されたことである。一帯は古来より「チヴィタ（町）」と呼称されており、地下深くに都市が埋まっていることが伝えられていたが、それが現実のものとして俄かに注目を集めることとなった。これを契機に1748年からブルボン家のカルロが主導する形でポンペイの発掘調査も始められた。堆積物が軽石などで構成されているポンペイの発掘調査は比較的容易であり、大きな成果が期待された。1760年に建築家のフランチェスコ・ラ・ヴェーガが発掘作業の指揮を執るようになると、より本格的な発掘調査が行われるようになり、町の南部で大小の劇場だけでなく、エジプトの神イシスを祀る神殿も発見された。この頃の発掘はトンネル採掘の形態で貴金属などの価値のある出土品の回収をメインとしており、家屋や絵画などはその場で破壊・破棄され、価値の低い青銅器などは鋳潰されて他のものに流用されていた。その後、遺跡の歴史的価値が見いだされるようになると発掘方法も慎重に土を除去して埋没した建造物を露出させていく方法へと変化していった。

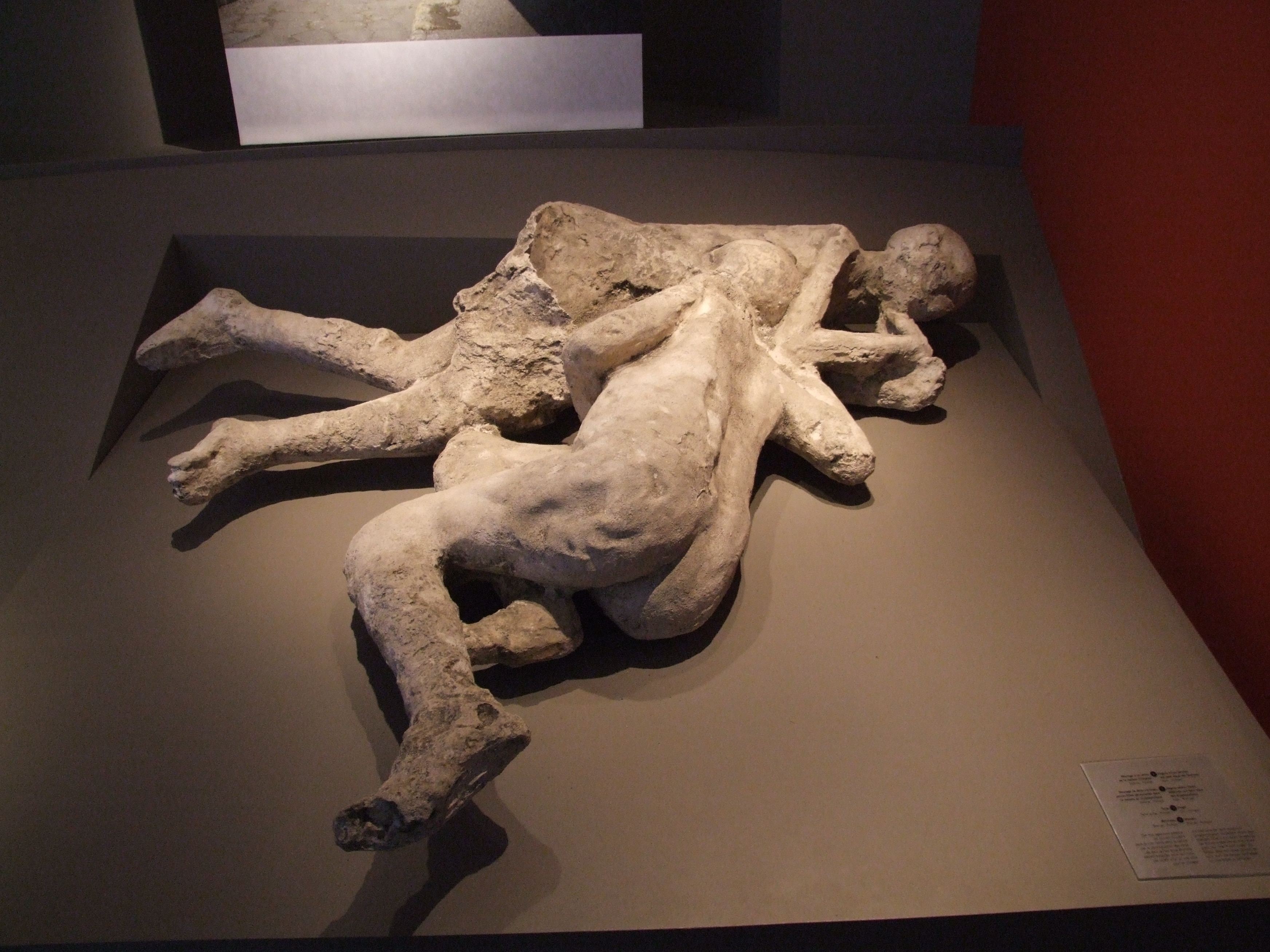
復元された犠牲者

19世紀に入ると、まず1812年から13年の調査でフォルムなどが発見され、1830年には「アレクサンドロス大王とダレイオス3世の戦い」をはじめとするモザイクで飾られた「ファウノの家」などが出土した。イタリア統一運動によってイタリア王国が誕生する頃にはポンペイ遺跡の重要性がさらに認識されるようになり、組織的で大規模な発掘調査が推進されるようになる。そして、1863年に考古学者ジュゼッペ・フィオレッリが発掘指揮者に就任すると、火山灰土中の空洞に石膏を流し込むという手法で、火砕流に巻き込まれた後、遺体が分解した人々の最期の姿を復元する手法を導入したほか。遺跡を区域とブロックに分割して個々の建造物に識別番号を付与することで研究の方向付けを容易にするアイデアが考案され、このルールで割り当てられた識別番号が現代でも用いられている。フィオレッリは家屋の倒壊防止を目的として屋根から土を取り除く方法を用いて発掘作業を行うよう指示し、現場の建造物の修復保存を優先させ、都市全体を明らかにする方向に舵を切った。発掘された建造物は所有者の情報が明らかでないこともままあり、発掘品の特徴や近辺の状況などから名前が付けられるようになった。1875年まで指揮を執ったフィオレッリは、発掘手法の進歩にも貢献し、彼が退いた後も、次々に重要な建造物は発見された。すでに全体の8割が発掘されているといわれるが、残りの2割の発掘はあまりなされていない。これは新しい発掘よりも、既存の出土品・遺跡を後の時代へと伝えていくことの方が重視されるようになっているためである。

## 遺跡の保護と管理
当該地域は1748年に体系だった発掘調査が行われて以降、様々な研究分野に利活用されただけでなく、観光資源としても活用されてきた。世界遺産への登録に先立って行われたICOMOSの「諮問機関評価報告書(1997年)」では、古くは1929年に遺跡に対する法的保護が与えられ、継続して該当地域へ規制が設けられていることが言及されている。しかしながら、過去の誤った発掘調査の代償や、広範な遺跡に対して修復・保全を行う人的リソースの不足、年間200万人を超える観光客の受け入れなどによって発掘時の完全性は急速に失われていき、遺跡の保護と管理を徹底することが喫緊の課題として認識されるようになった。1997年10月8日には、イタリアで文化財に関する法案が新たに可決され、当該地域の研究活動、体制整備、財務管理、保全活動などが自治的に行える権限をポンペイ考古監督局に付与したが、中央政府とのつながりが断たれたことで自主性が欠如し、適切な遺産の保護と管理ができているとは言えない状態にあった。
2010年に発生したポンペイの「剣闘士の家(the House of Gladiators)」および「道徳家の家(the House of the Moralist)」が倒壊したことを受けて、世界遺産委員会に当該地域の保全問題が取り上げられるようになり、2011年の報告では遺産の維持管理と監視が滞っていること、修復やメンテナンスを行う人員のスキルが不足していることにより建造物が徐々に劣化していること、1ヶ月あたり30万人の観光客を受け入れるための体制が不十分であることなどが指摘され、世界遺産センターは遺産の利活用と適切なリスク管理を行うための包括的な管理計画を策定するようイタリアに勧告した。こうした提言を受けて2013年には欧州委員会が資金提供した、当該遺産を適切に管理するためのグレート・ポンペイ・プロジェクトが立ち上げられた。世界遺産センターおよびICOMOSはこうした取り組みを評価し、細かな指摘は行いつつも保全状況が大幅に改善したことを報告している。

## 登録経緯
暫定リスト記載時点での名称は「ポンペイとエルコラーノの遺跡地域」（Aree archeologiche di Pompei e Ercolano）で、世界遺産センターへの推薦書の提出は1996年7月19日のことだった。世界遺産委員会の諮問機関である国際記念物遺跡会議 (ICOMOS) は現地調査も踏まえて、世界遺産としての「顕著な普遍的価値」を認めた。
その際、推薦対象ではなかったトッレ・アンヌンツィアータのヴィラの遺跡を含めるように勧告しつつ、ポンペイとヘルクラネウムそれぞれについても、以下を登録対象に含めるように勧告した。
- ポンペイ市内と、市壁外の秘儀荘などとを繋ぐ区画。
- ヘルクラネウムの劇場とパピリの館。

イタリア側もこの勧告を踏まえて登録範囲を修正した推薦書を再提出し、その年の第21回世界遺産委員会では、勧告通りに、トッレ・アンヌンツィアータなども加える形での登録が認められた。

### 登録名
世界遺産としての正式登録名は、英語: Archaeological Areas of Pompei, Herculaneum and Torre Annunziata、フランス語: Zones archéologiques de Pompéi, Herculanum et Torre Annunziataである。その日本語訳は資料によって以下のような若干の違いがある。
- ポンペイ、エルコラーノ及びトッレ・アヌンツィアータの遺跡地域 - 日本ユネスコ協会連盟[24][注釈 2]
- ポンペイ、エルコラーノ、トッレ・アヌンツィアータの考古地区 - 世界遺産アカデミーほか[25][26]
- ポンペイ、エルコラーノ及びトッレ＝アヌンツィアータの遺跡 - 水村光男[27]
- ポンペイ、エルコラーノ、トッレ・アヌンツィアータの遺跡 - 青柳正規[28]
- ポンペイ、エルコラーノ、トッレ・アンヌンツィアータの遺跡地帯 - 谷治正孝[29]
- ポンペイ、ヘルクラネウム、トッレ・アヌンツィアータの考古学地域 - 古田陽久・古田真美[30]

## 構成資産
この世界遺産はカンパーニア州ナポリ県に残るポンペイの都市遺跡および関連するヴィラ、ヘルクラネウムの都市遺跡および関連するヴィラと劇場、さらにトッレ・アンヌンツィアータのヴィラなどによって構成されている。

### ポンペイ

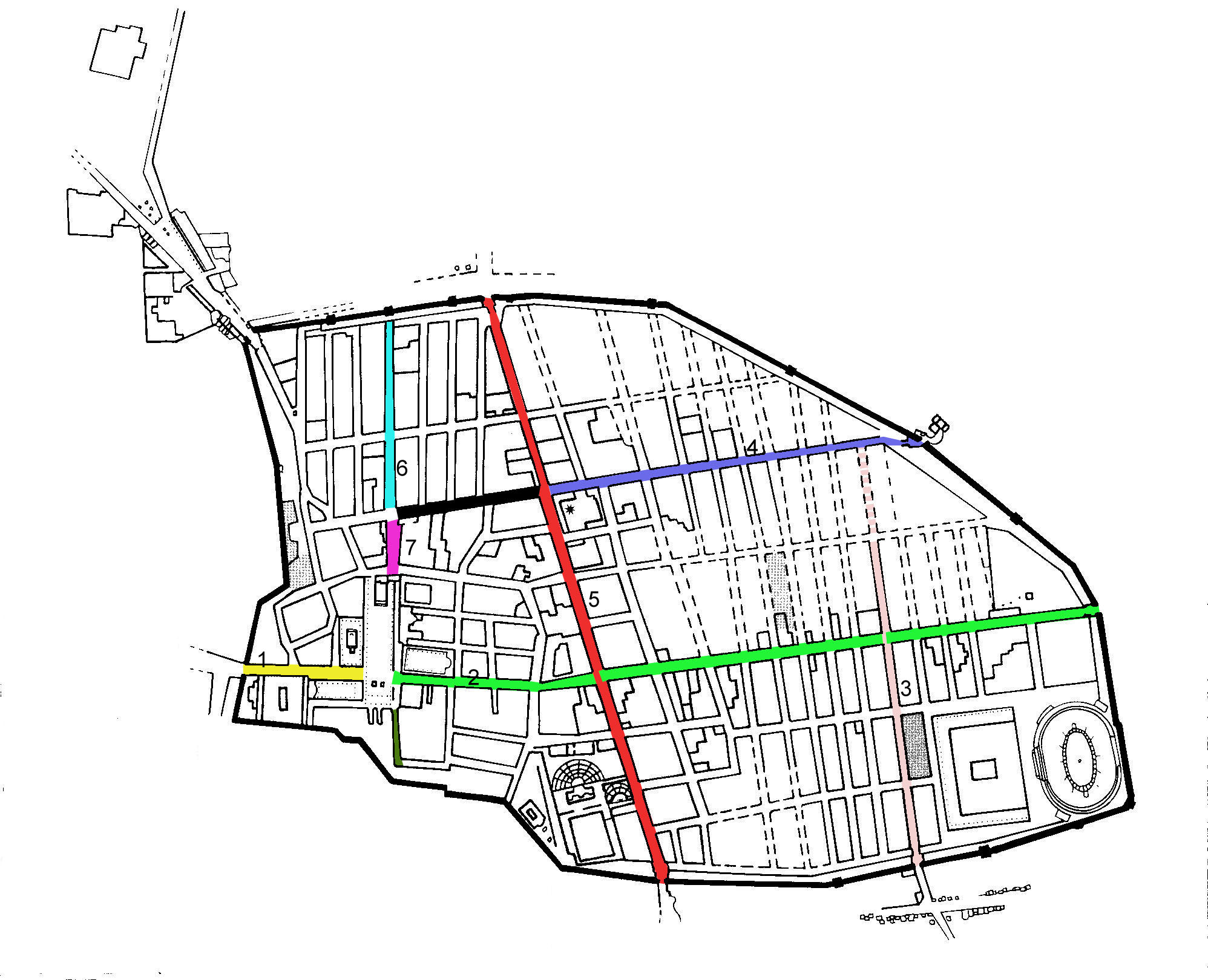
ポンペイの街路図。2番の黄緑の道がアボンダンツァ通り、3番の薄桃の道がノチェーラ通り、4番の青い道がノーラ通り、5番の赤い道がスタビア通り、6番の水色の道がメルクリオ通り、番号のない黒い道がフォルトゥナ通り。

ポンペイ (Pompeii, ID829bis-001) は、世界遺産登録面積98haのうちの84.59haを占める都市遺跡である。
ポンペイ南部にスタビア門があり、そこからスタビア通りが伸びている。スタビア門から見て通りの右側（北東側）が第I地区とされており、反時計回りに第IX地区までに分けられている。第I地区では1927年から1932年にかけて「メナンドロスの家」が発見された。この家からは多数の金属細工が発見されているほか、残されていた絵画やモザイクの素晴らしさが評価されている。また、ポンペイの主要産業のひとつであった繊維産業に関わる「ステファヌスの縮絨（しゅくじゅう）工房」も第I地区にあり、毛織物を浸すための水槽、脱水用の圧縮機などが使われていたようである。こうした毛織物の加工や洗濯を行う工房は他の地区にもあったが、分水場と配管の都合で、スタビア通りの近辺に多く存在していた。ほかに、「クリプトポルティコの家」と呼ばれる、その名の通りクリプトポルティコ（強い日差しや雨を避けて歩ける地下列柱廊）が残る家や、ペガサスとベレロポン、牡牛に乗ったエウロパなど神話を題材に採った装飾画が残るテルモポリオ（居酒屋）なども第I地区にある。

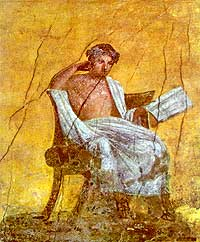
メナンドロスの家の壁画

第I地区とノチェーラ通りをはさんで北東に位置するのが第II地区で、ポンペイ遺跡の東端にあたる。ここには紀元前80年に建てられたアンフィテアトルムや、トレーニング用の大運動場が残されている。大運動場（大パラエストラ）は1935年から1936年の調査で発見されたものだが、そこからは噴火の犠牲者も多く発見されている。この地区には、18世紀半ばの発掘の段階で見つかっていた「ユリア・フェリクスの家」が残る。この家は、住居部分、一般公開部分（浴室）、賃貸部分（店舗など）の3つの要素で構成されており、柱廊に囲まれた庭園なども残っている。

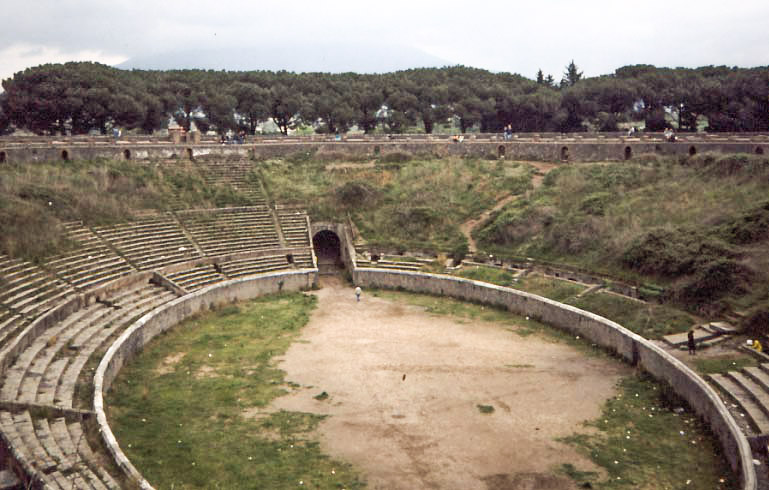
アンフィテアトルム
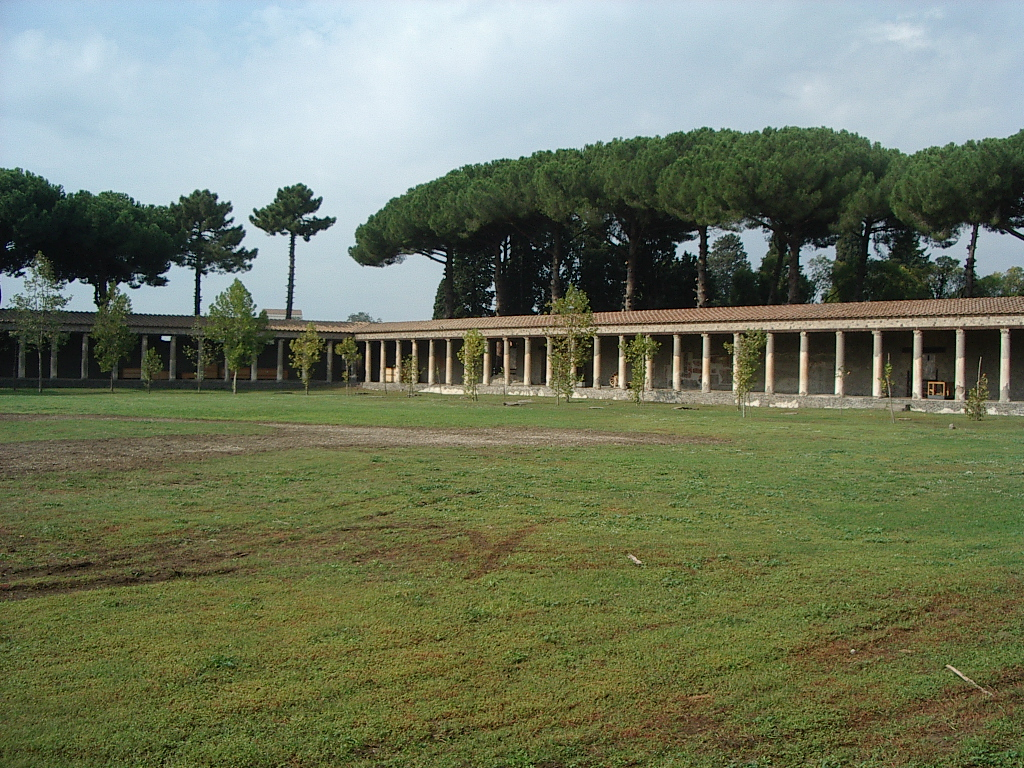
大運動場
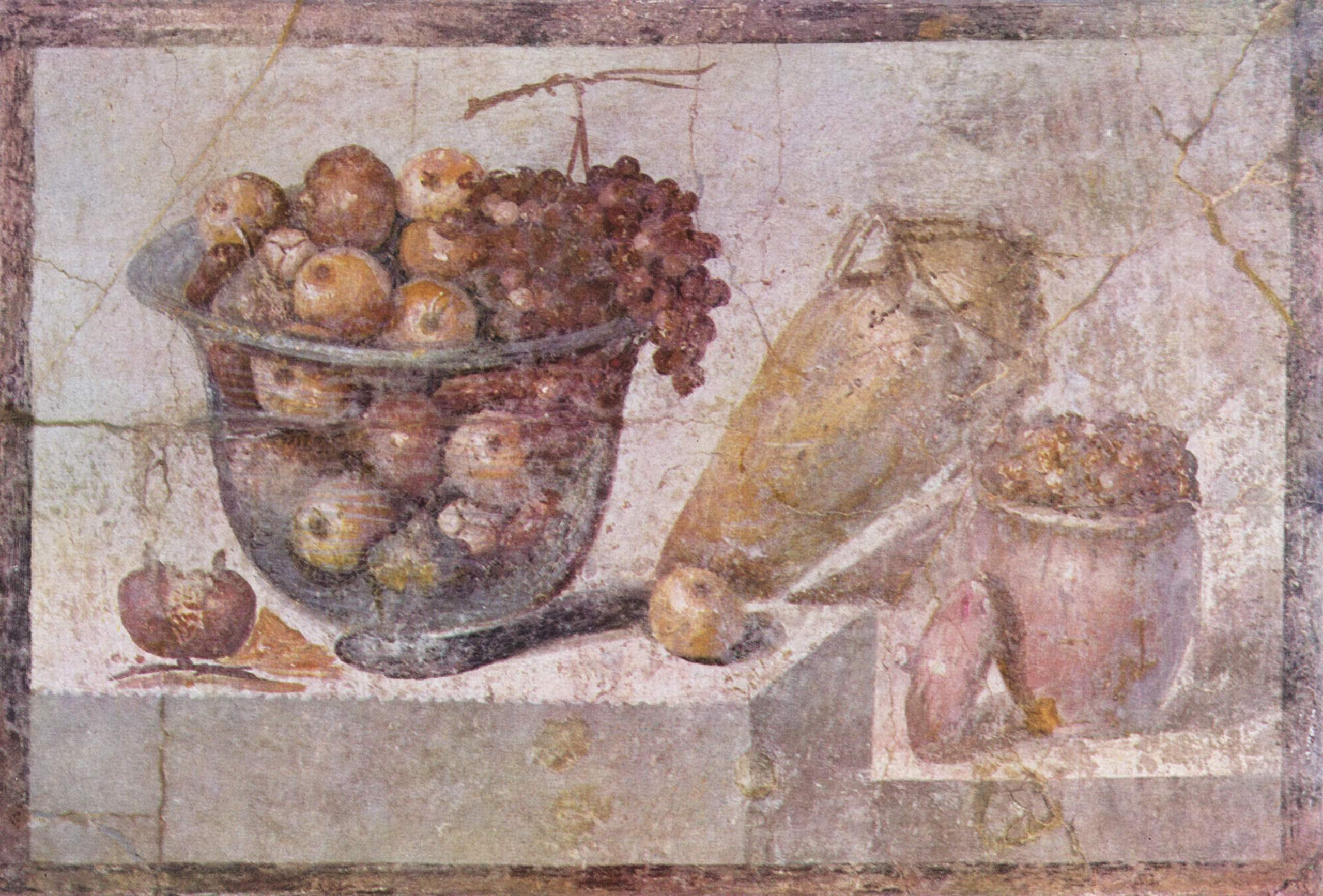
ユリア・フェリクスの家の壁画

第II地区とアボンダンツァ通りをはさんで北東にあるのが第III地区、そこからさらにノーラ通りをはさんだ北西が第IV地区で、これがポンペイ遺跡の北端だが、それらの地域からは特筆される建物は出土していない。第IV地区の西に隣接する第V地区では、1891年から1893年の調査で「銀婚式の家」が出土した。
スタビア通りをはさんで第V地区の西に位置するのが第VI地区で、市壁に囲まれた区域の中では西端に当たる。市壁には付随していたメルクリオの塔が残されており、塔の上からポンペイ遺跡を一望できる。この地区では、残されたフレスコ画や彫刻が最高傑作の部類に入ると評価されている富裕商人の邸宅「ヴェッティの家」、演劇に関心を持っていたらしいネロ帝と同時代人の邸宅「アモリーニ・ドラーティ（金のキューピッド）の家」、だまし絵を含む絵画が評価されている「アラ・マッシマの家」、テセウスとミノタウロスの迷宮（ラビュリントス）を題材に採ったモザイク画が残る「ラビュリントスの家」、前述のアレクサンドロス大王のモザイク画が発見された「ファウノの家」、エジプト風の装飾を施した噴水が特徴的な「大噴水の家」、番犬への注意を促すモザイク画が残る「悲劇詩人の家」など、様々な邸宅が発見されている。

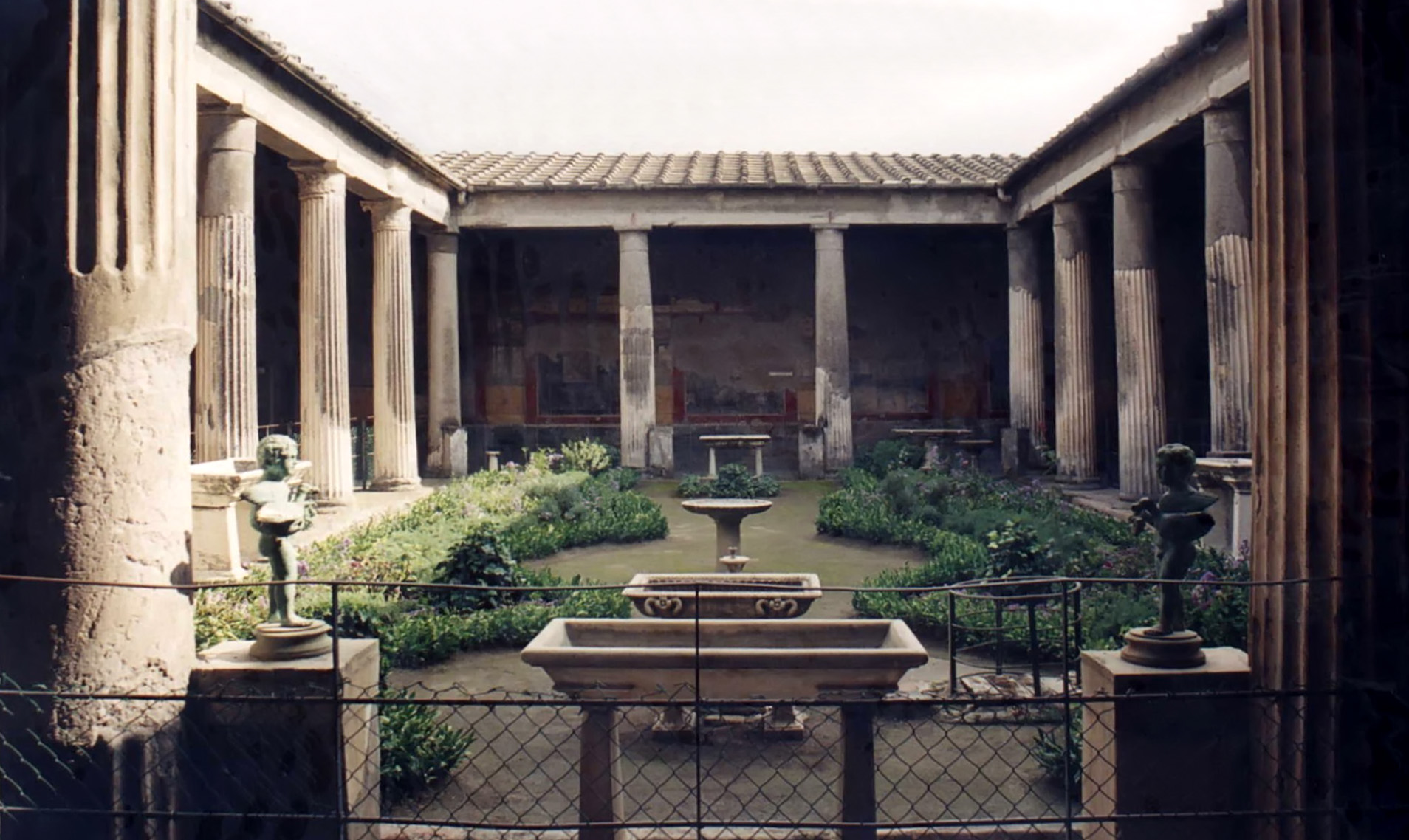
ヴェッティの家
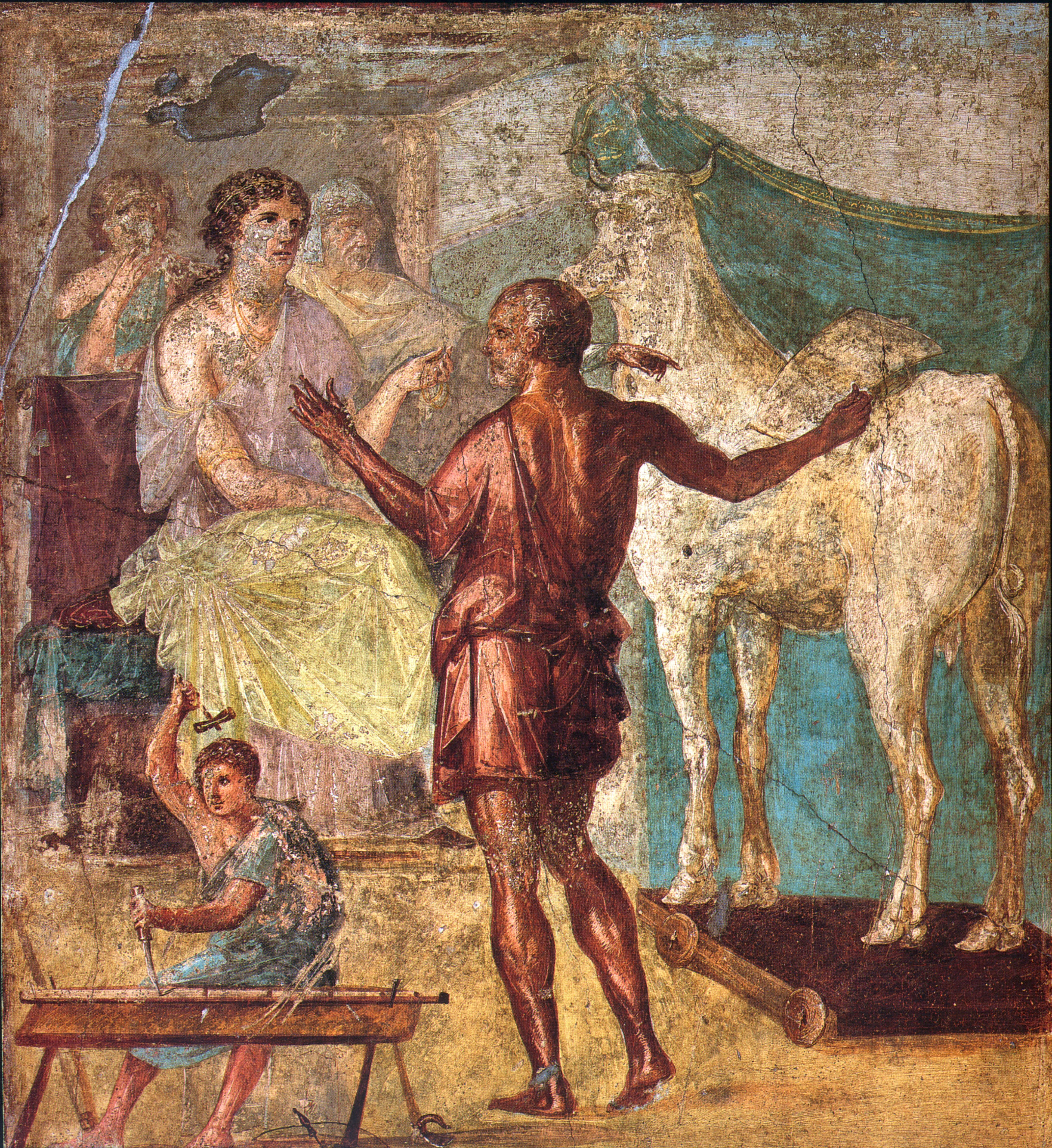
ヴェッティの家に描かれたパシパエとダイダロス
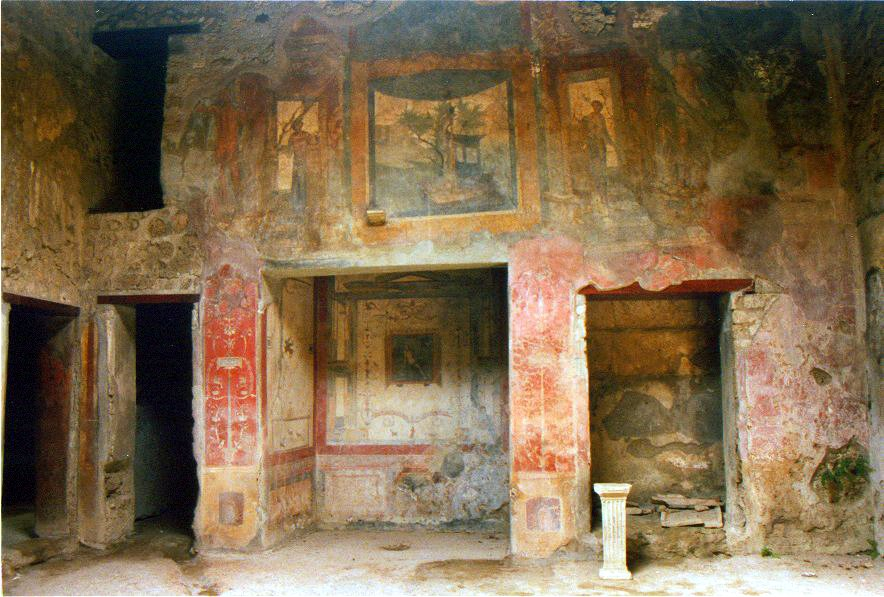
アラ・マッシマの家の壁画
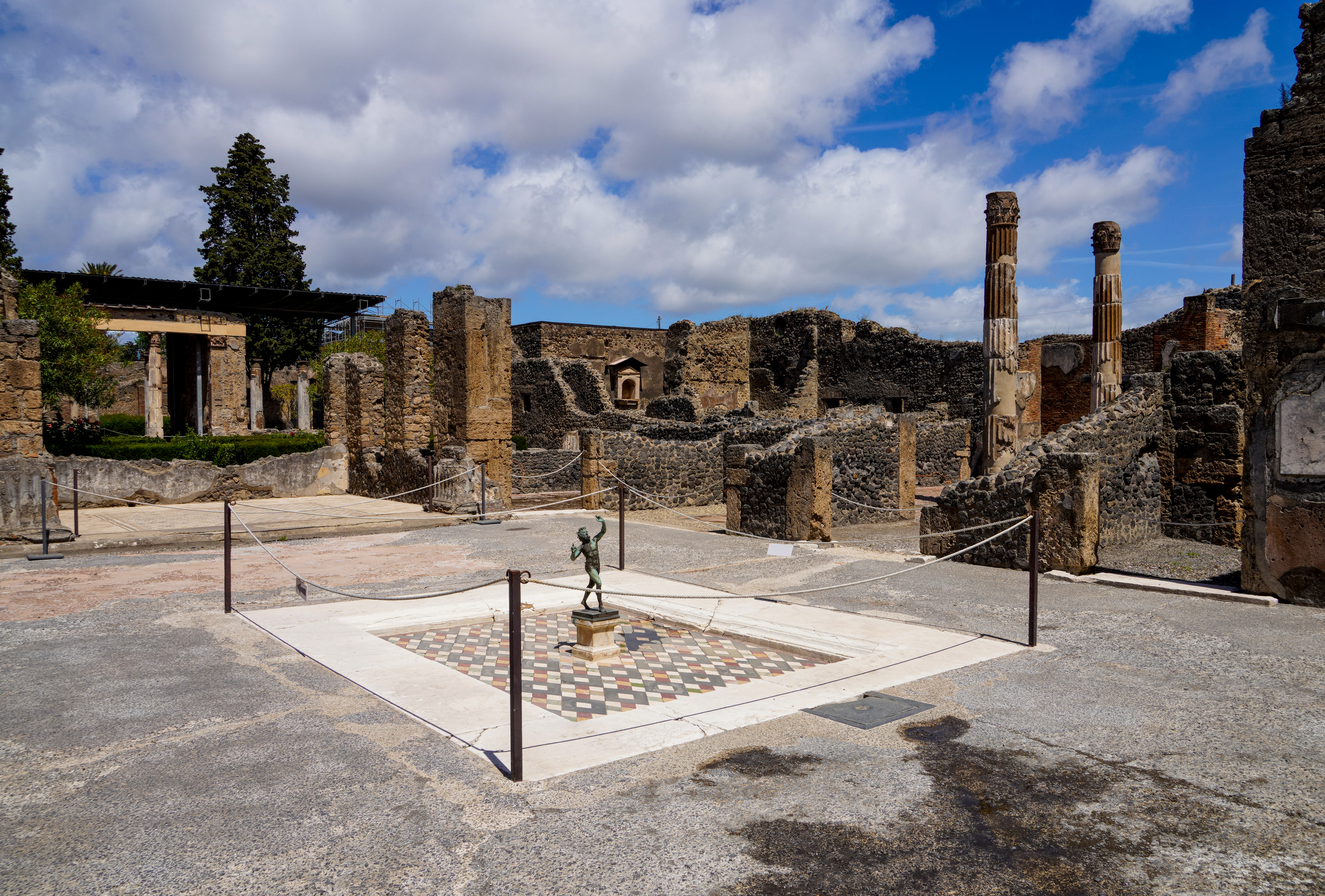
ファウノの家
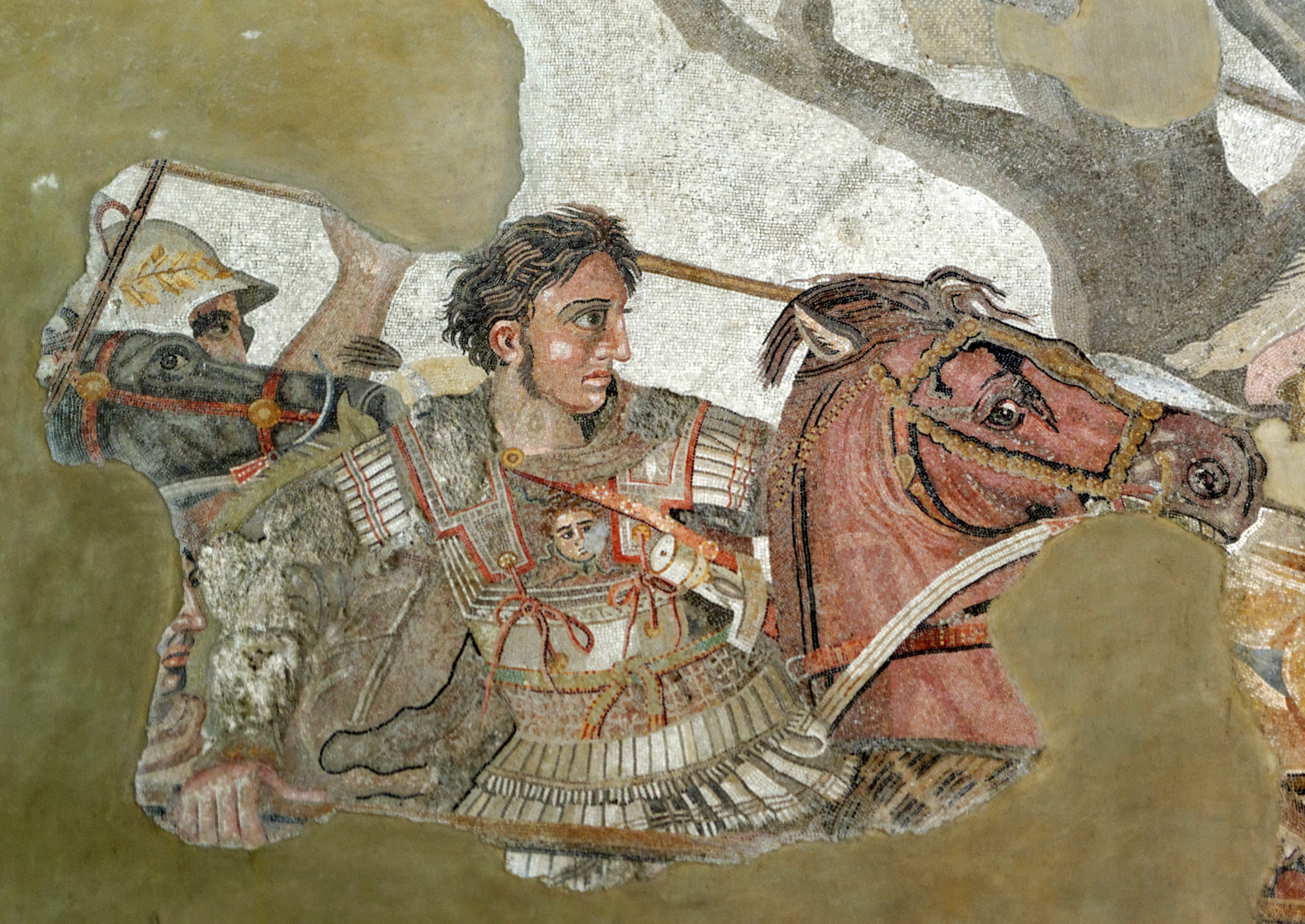
ファウノの家のアレクサンドロス大王のモザイク画

第VI地区とフォルトゥナ通りを隔てて南側にあるのが第VII地区で、ユピテル神殿、アポロ神殿、ウェスパシアヌス神殿などの神殿群や、フォルム、市場、フォルム浴場、スタビア浴場などの公共施設群が多く残る。スタビア浴場には男湯、女湯とも更衣室、微温浴室、温浴室（男湯は冷浴室も）が残り、運動競技場やプールもそなえていた。奔放な装飾の娼館が残っているのもこの地区であり、ほかにはポンペイで最も有名な肖像画ともいわれる「パン屋の夫婦」が発見された「テレンティウス・ネオの家」も、第VII地区にある。

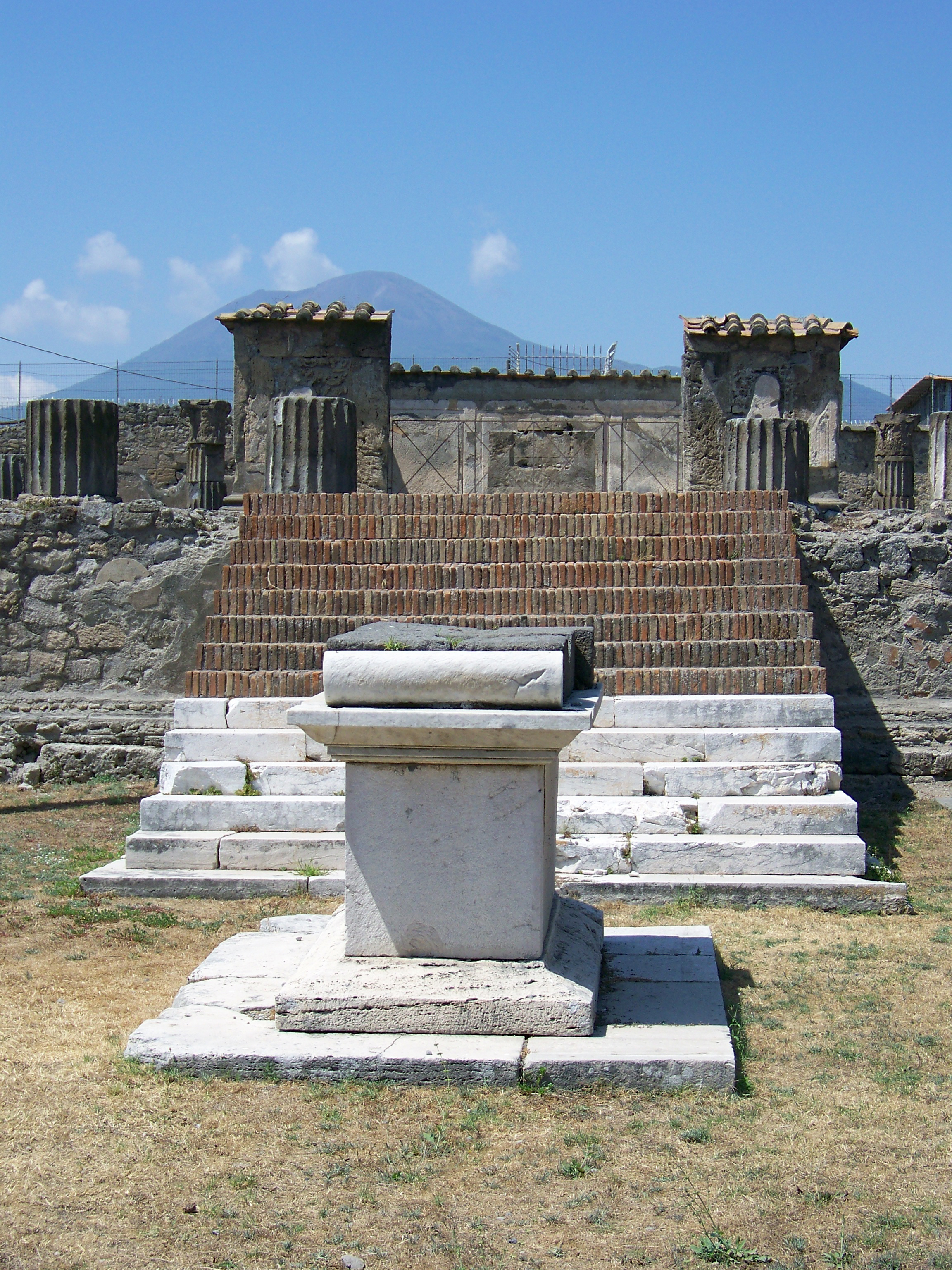
アポロ神殿
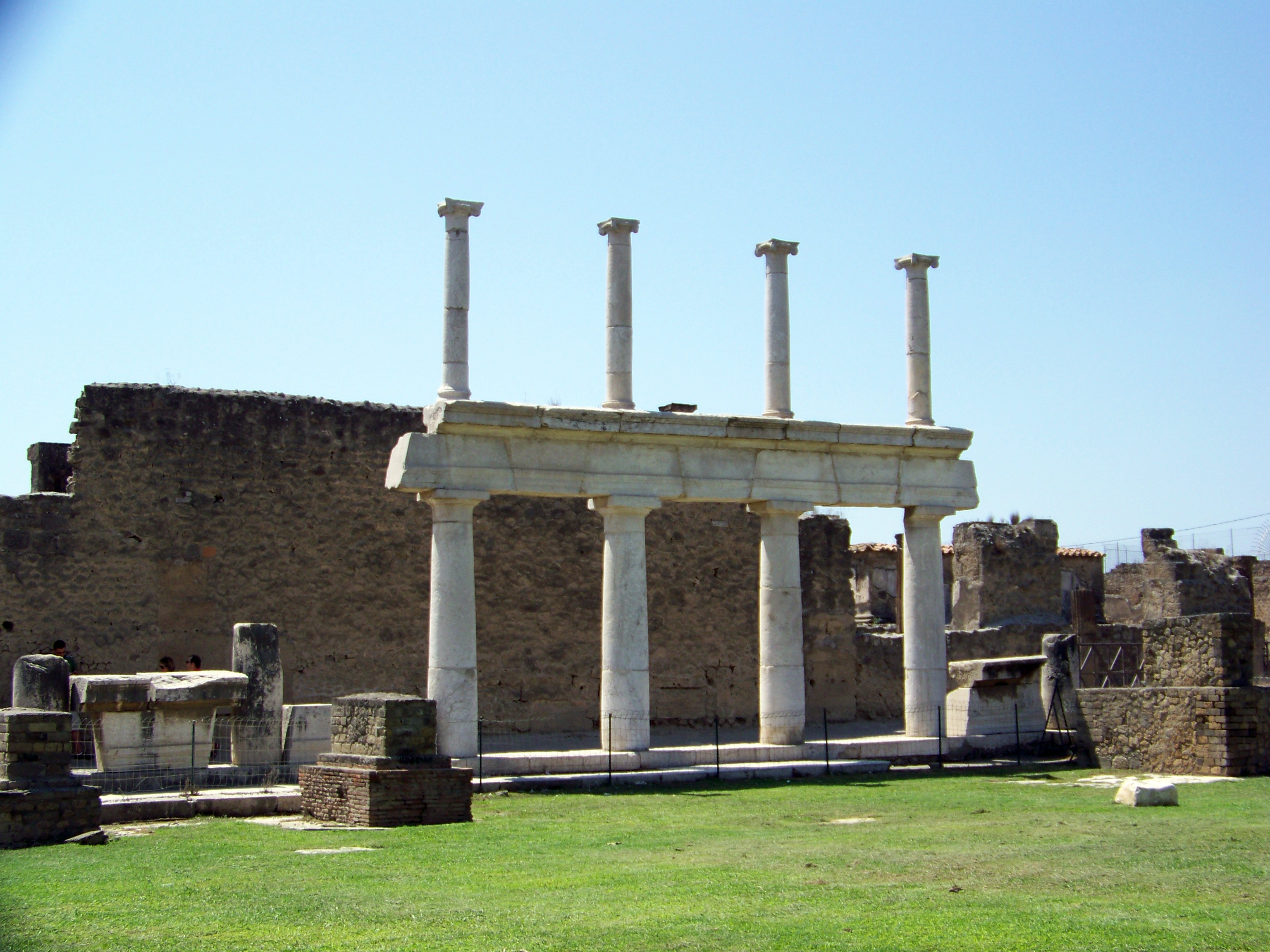
フォルム
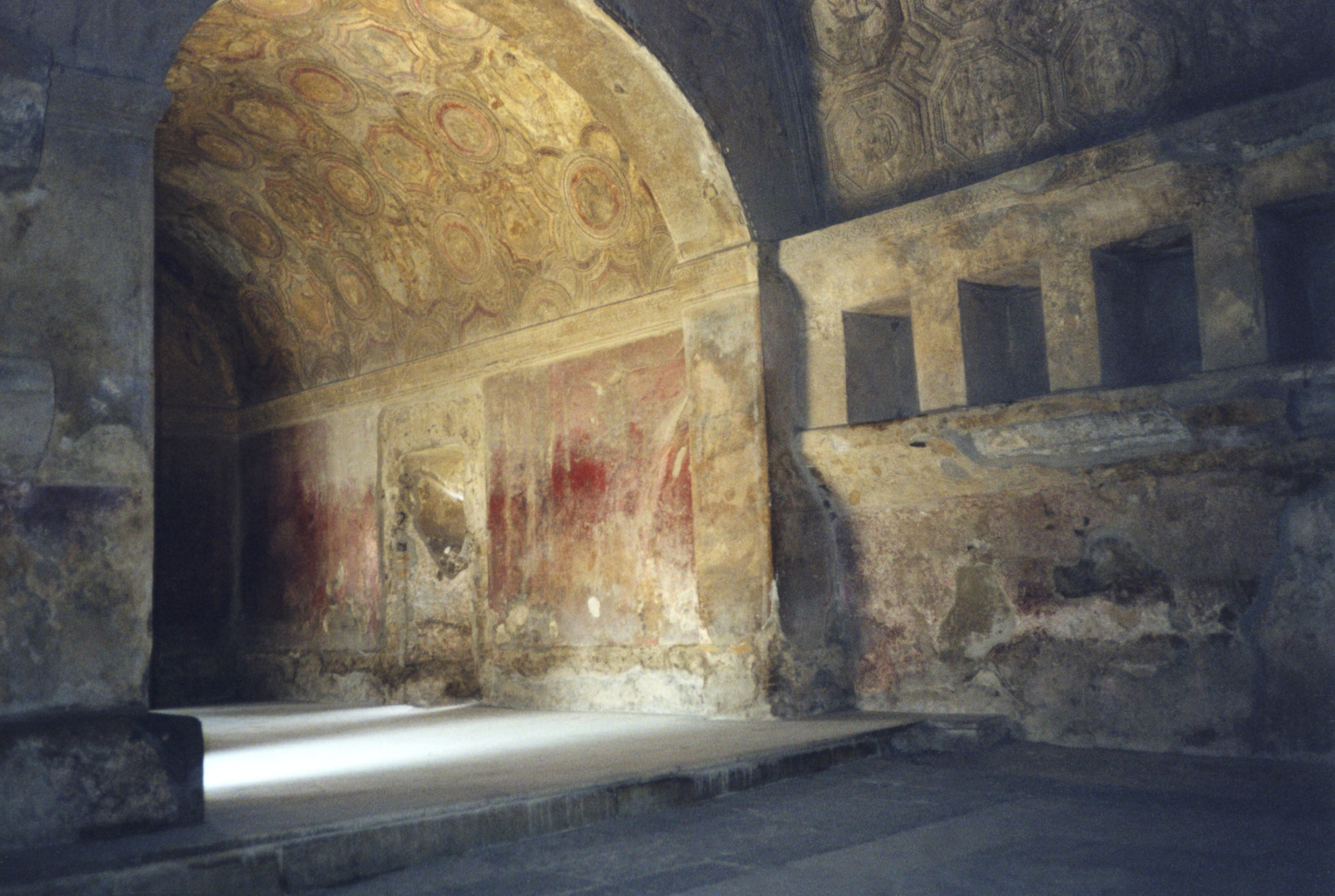
スタビア温泉
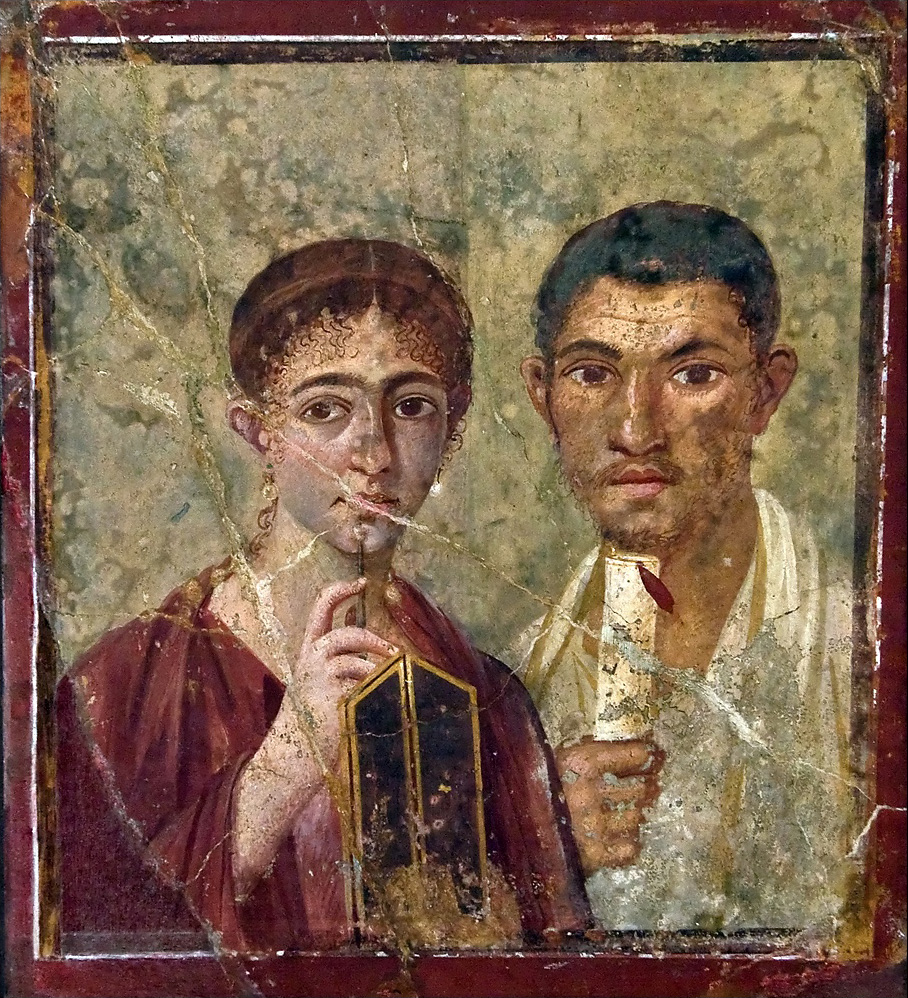
パン屋の夫婦

第VII地区とアボンダンツァ通りをはさんだ南側が第VIII地区で、1760年からのラ・ヴェーガの調査で発見されたイシス神殿、大劇場、小劇場などが残る。5,000人ほどを収容できた現在残る大劇場は1世紀に改築されたものだが、最初のものは紀元前5世紀に建てられていた。それに対し、800人収容の隣接する小劇場（オデオン）はそこまで古くはなく、ローマ人に支配され始めた頃に建てられた。この地区にはほかにウェヌス神殿やバシリカ、選挙の投票所などが残っている。第VIII地区の北側、第I地区の北西に位置するのが第IX地区で、選挙ポスターとして機能した碑文が正面に残る「トレビウス・ウァレンスの家」や、酒や料理を売る店があった。

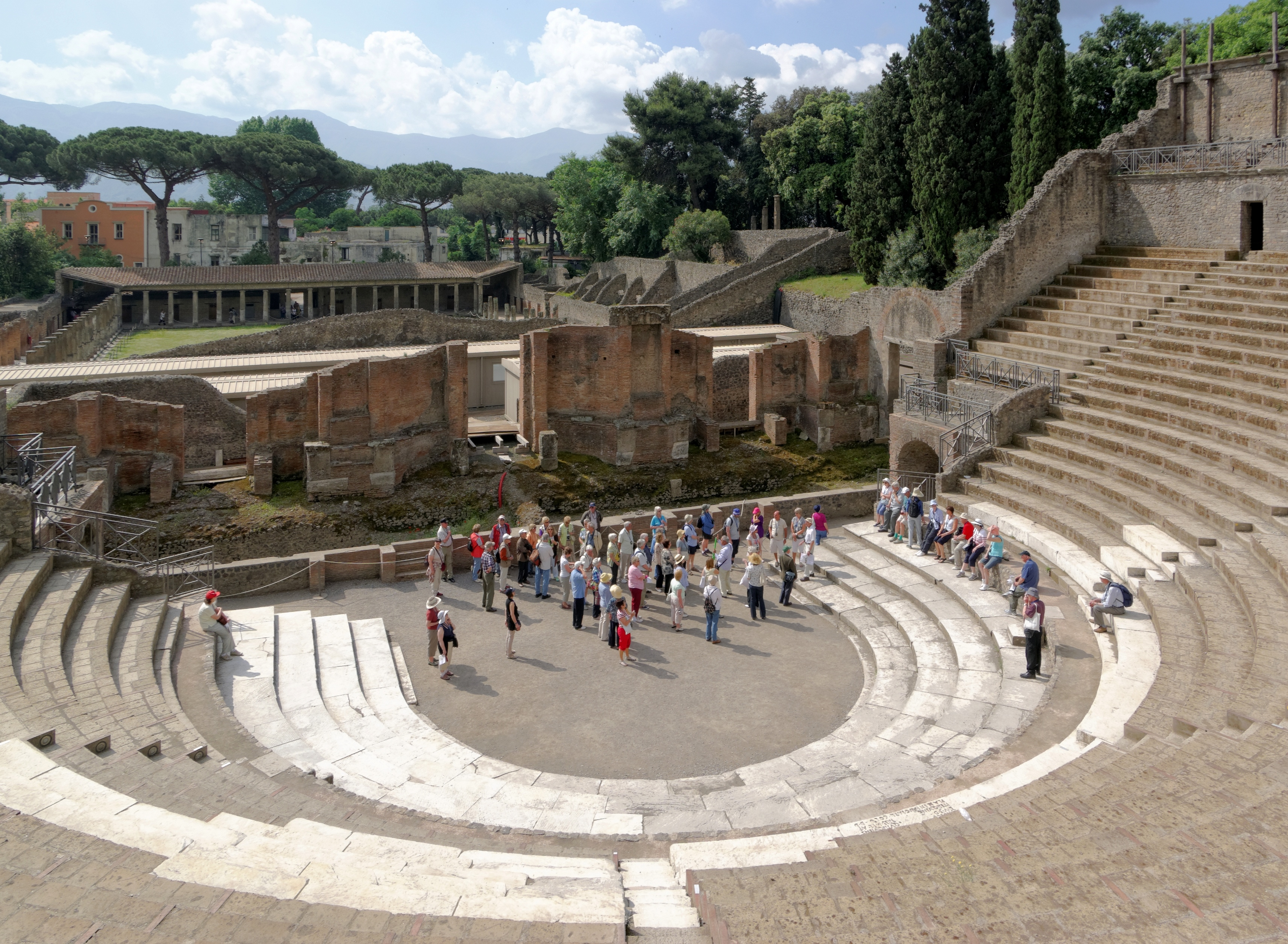
大劇場
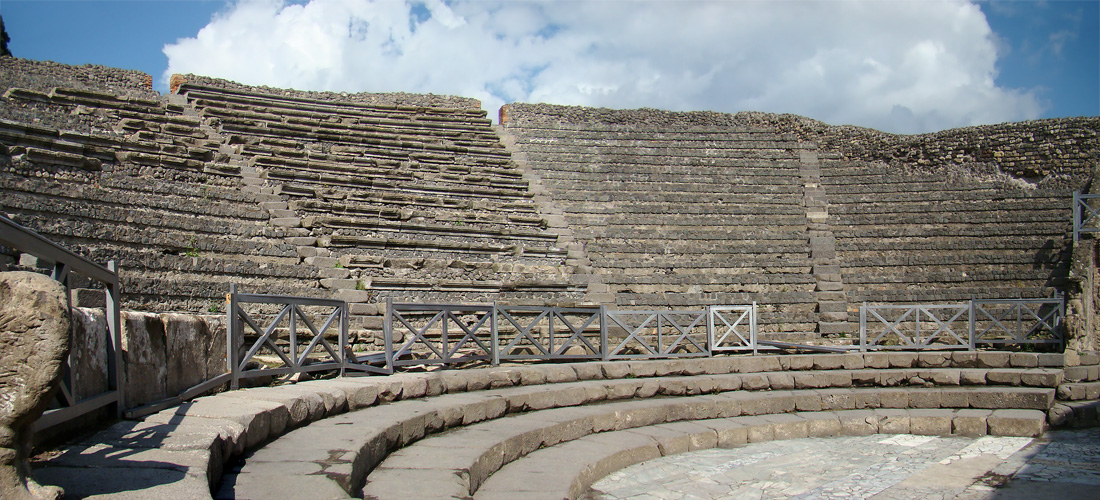
小劇場（オデオン）
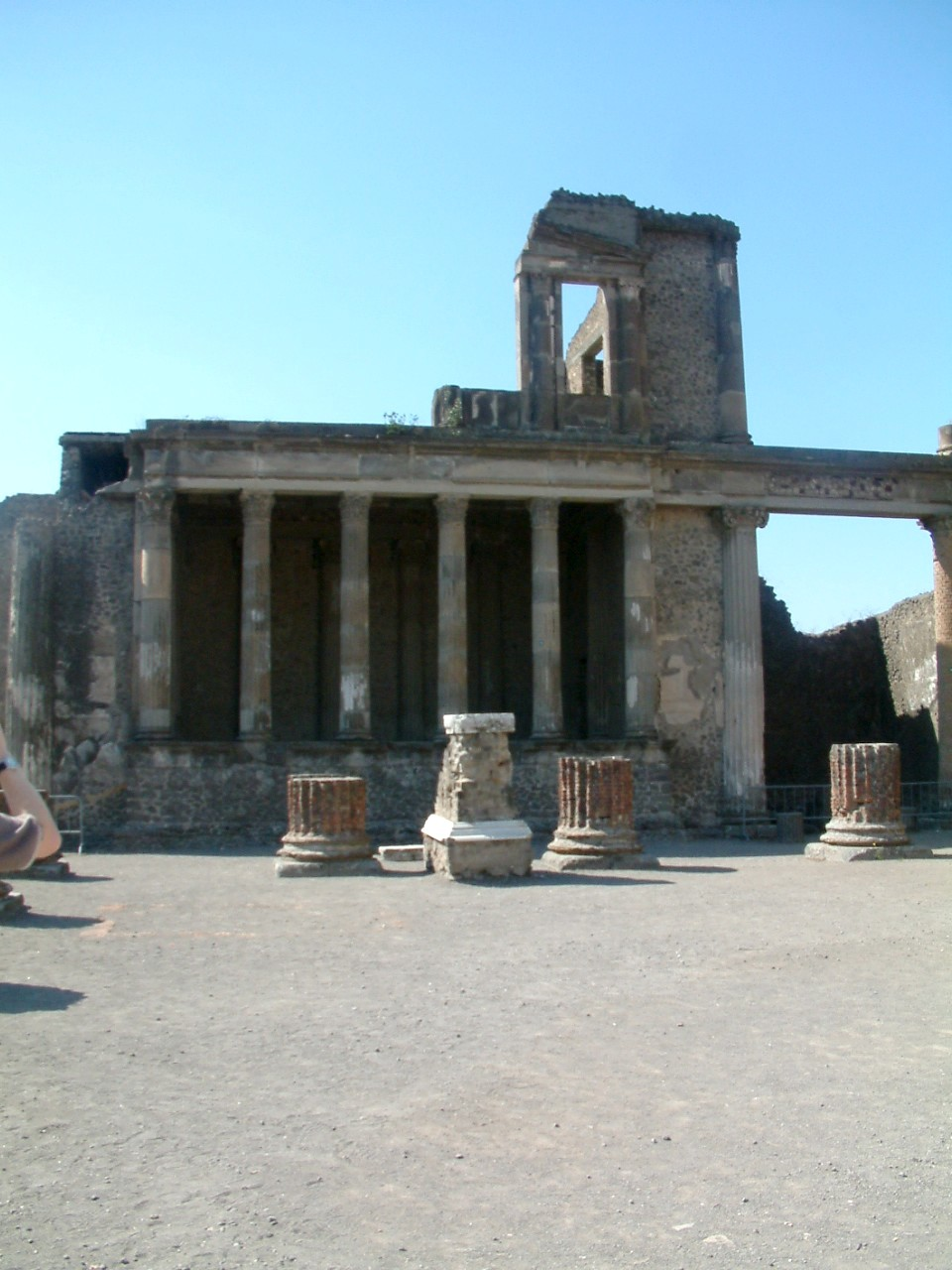
バシリカ

### 秘儀荘（ポンペイ）

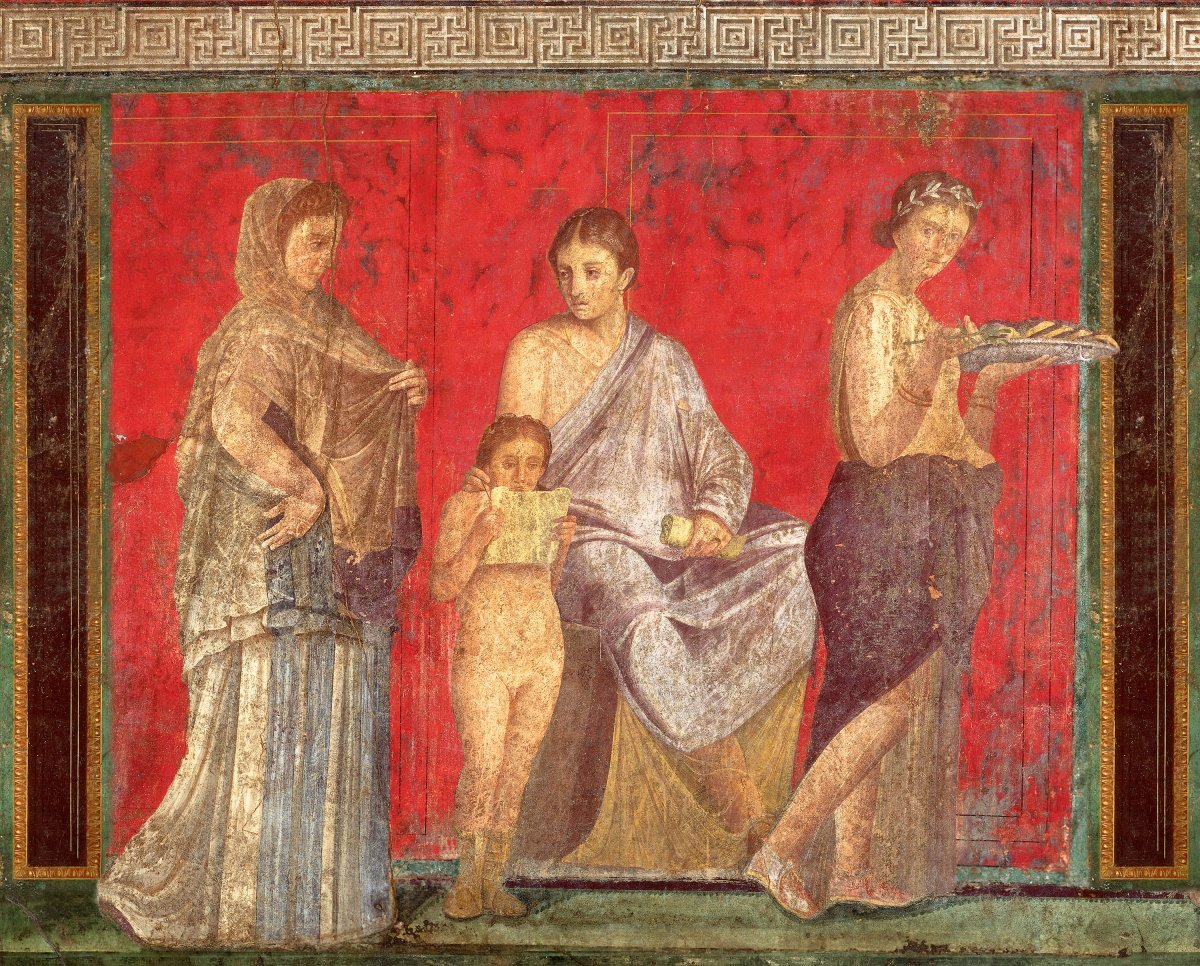
秘儀荘の壁画

ポンペイの秘儀荘 (Villa dei Misteri (Pompei), ID829bis-002) は、ポンペイ市壁外に残っていた館で、世界遺産登録面積は0.95haである。1909年に土地の所有者であったスイス人によって発見され、1929年から1930年の再調査で全貌が明らかになった別邸で、内部に「ディオニュソス秘儀」の壁画が描かれていることから、そのように呼ばれる（当初は発見者の名にちなんで、「イテム荘」と呼称されていた）。ディオニュソス秘教は、当時の南イタリアで流行していた官能性を備えた信仰で、秘儀荘の女主人ないし主人の妻は、その巫女ないし祭司のような存在であったと考えられている。秘儀荘の壁画は儀礼書の朗読、供犠、鞭打ちなど様々な場面が描かれているが、これはディオニュソス秘教の入信儀式に関する秘儀を描いたものと考えられている。
部屋を飾る壁画は鮮やかな赤地に描かれており、その赤のことが「ポンペイの赤」と呼ばれている。ポンペイの絵画は4つの様式に分類されているが、ポンペイの赤を使った壁画は、その中でも最も美しい様式に属し、色彩には硫化水銀が使用されている。

### トッレ・アヌンツィアータのヴィラ

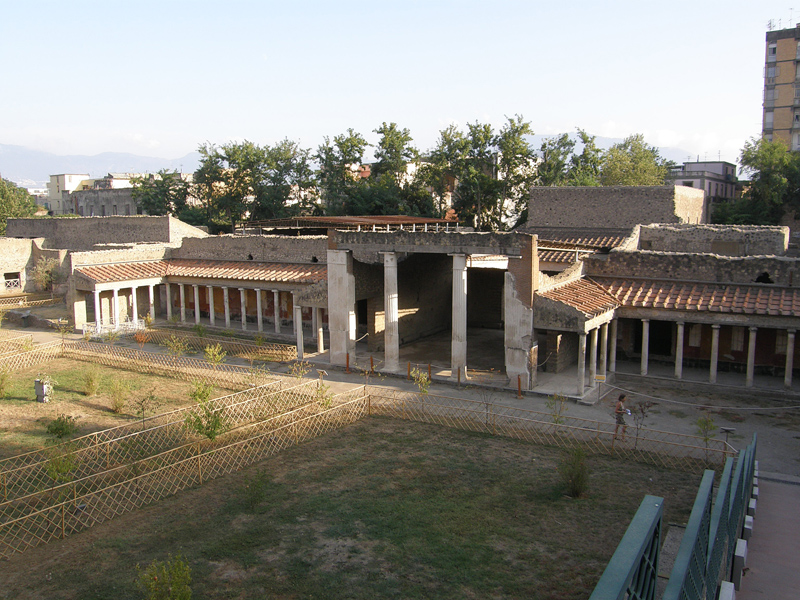
オプロンティスのヴィラ

トッレ・アンヌンツィアータはポンペイとは約2.5 km 離れている。その郊外の遺跡は1964年から発掘が行われ、出土した「オプロンティスのヴィラ」は2つの区画が世界遺産に登録されている。西側の区画がヴィラA (Torre Annunziata: Villa A, ID829bis-003)、東側の区画がヴィラB (Torre Annunziata: Villa B, ID829bis-004) で、世界遺産登録面積は前者が1.15ha、後者が0.55haである。
オプロンティスのヴィラは皇帝ネロの妻ポッパエアが所有していたと考えられ、西側の区画がその皇帝の部屋、東側の区画が奴隷たちの区域となっていたらしい。籠と果物を組み合わせた静物画やクジャクを描いたものなど、美しいフレスコ画が多く残されている。

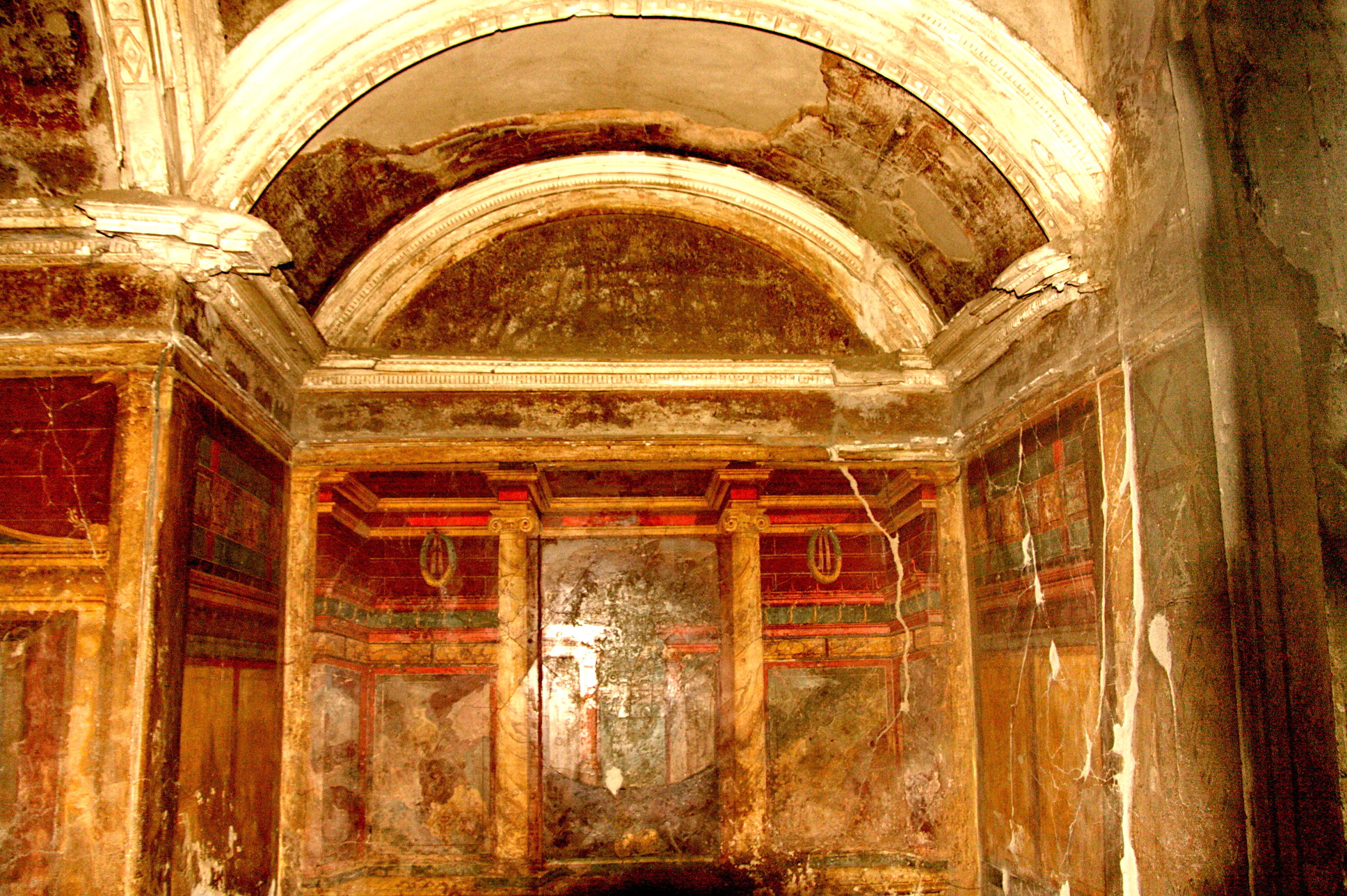
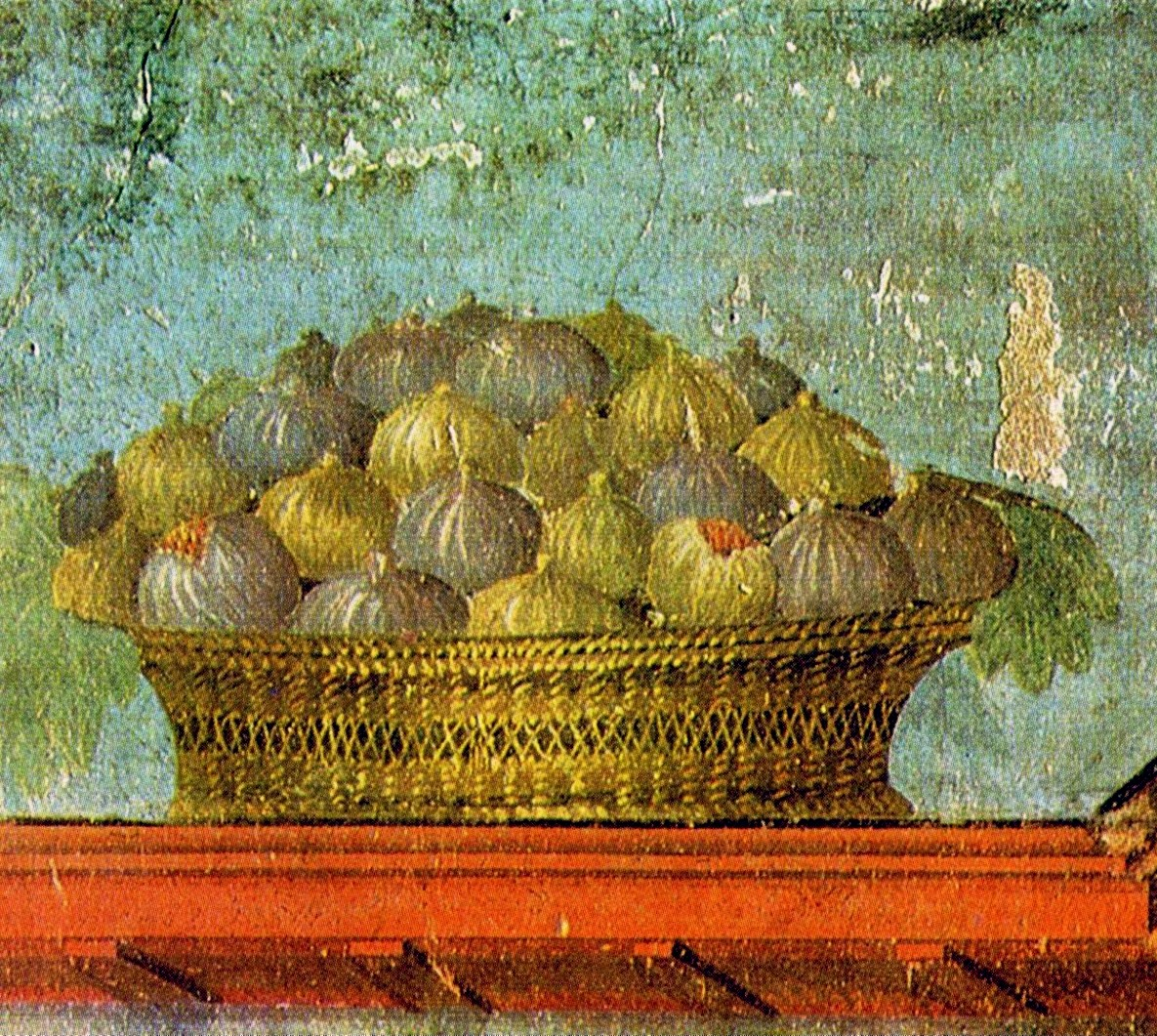
静物画
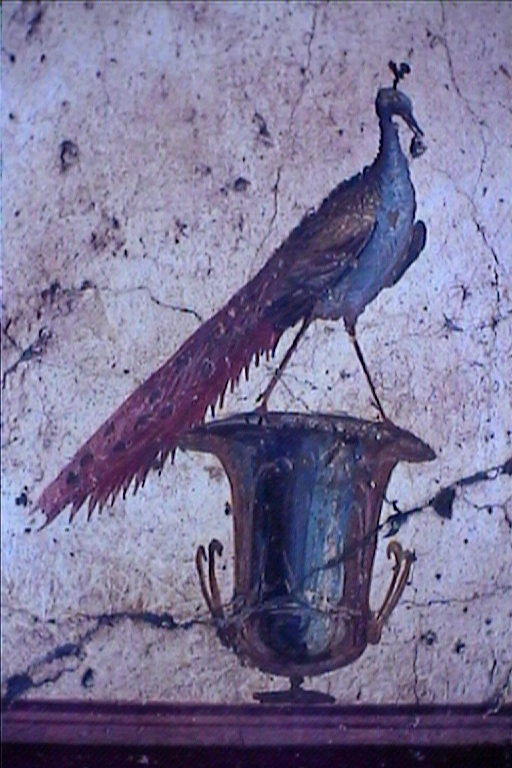
クジャク

### ヘルクラネウム
ヘルクラネウム (Herculaneum, ID829bis-005) は、現在のエルコラーノで18世紀に発見された都市遺跡で、ポンペイの本格的発掘の呼び水にもなった。人口5,000人ほどだったとされる高級保養地で、世界遺産登録面積は9.42haである。
建築物の遺跡としては、アウグスティヌス帝時代に建設された共同浴場、貸家にしようと改装していた途中で被災した貴族の館「宿屋の家」、海神とその妻を描いたモザイク画が残る「ネプトゥヌスとアンフィトリテの家」、ヘルクラネウムで最も独創的と評される「美しい中庭の家」、発掘開始200周年に当たる1938年に出土した「200年記念の家」、彫刻やフレスコ画で美しく飾られた「鹿の家」などが残る。
ポンペイとの違いは、冷えて固まった土石流の厚い層と地下水による湿度との作用で、木や紙で燃えたり腐ったりせずに残ったものが出土していることである。建築物でも、壁の骨組みとしての木材が残る「木の格子組の家」のほか、「炭化した仕切りのある家」「炭化した家具のある家」などが残る。

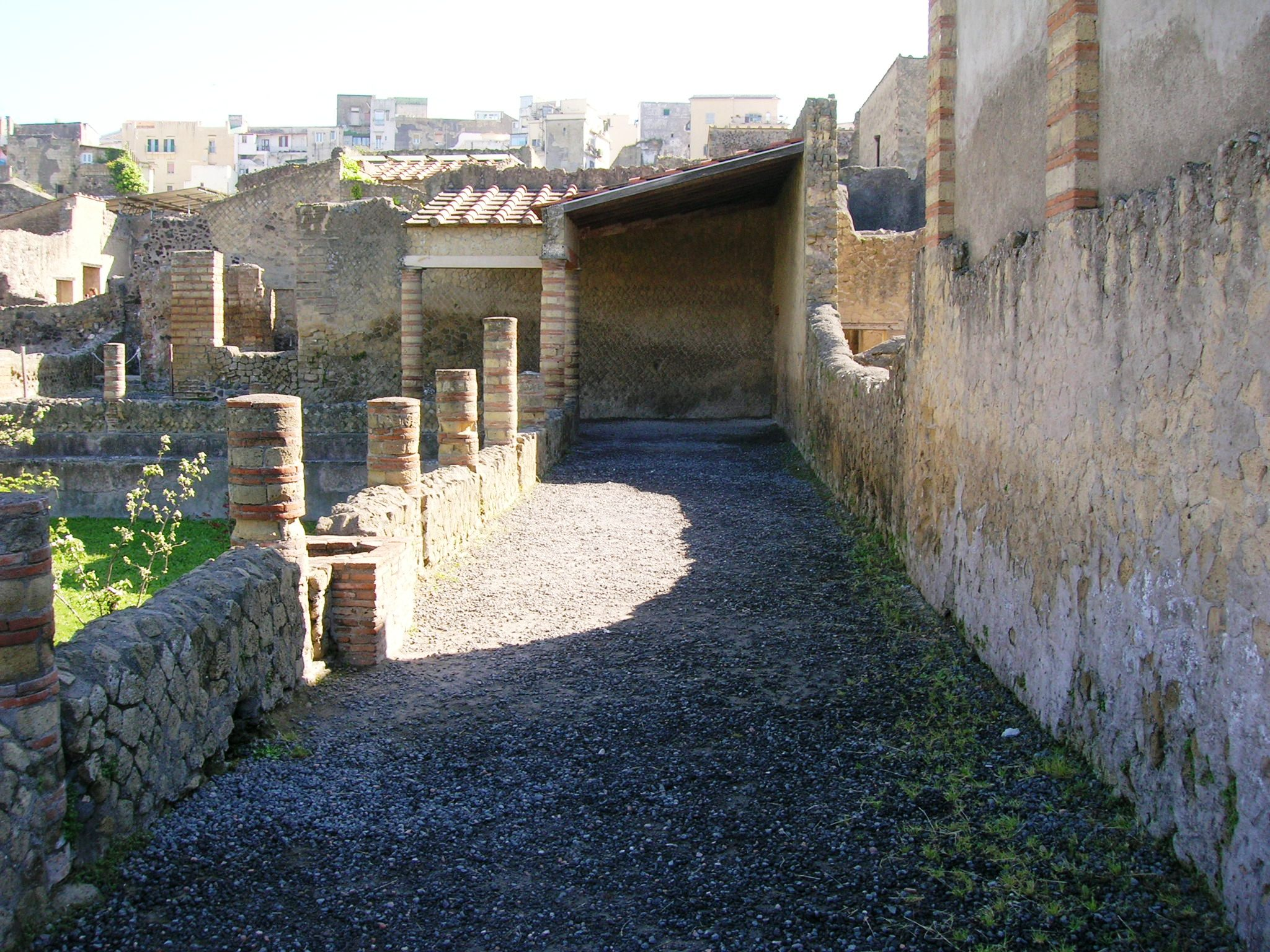
宿屋の家
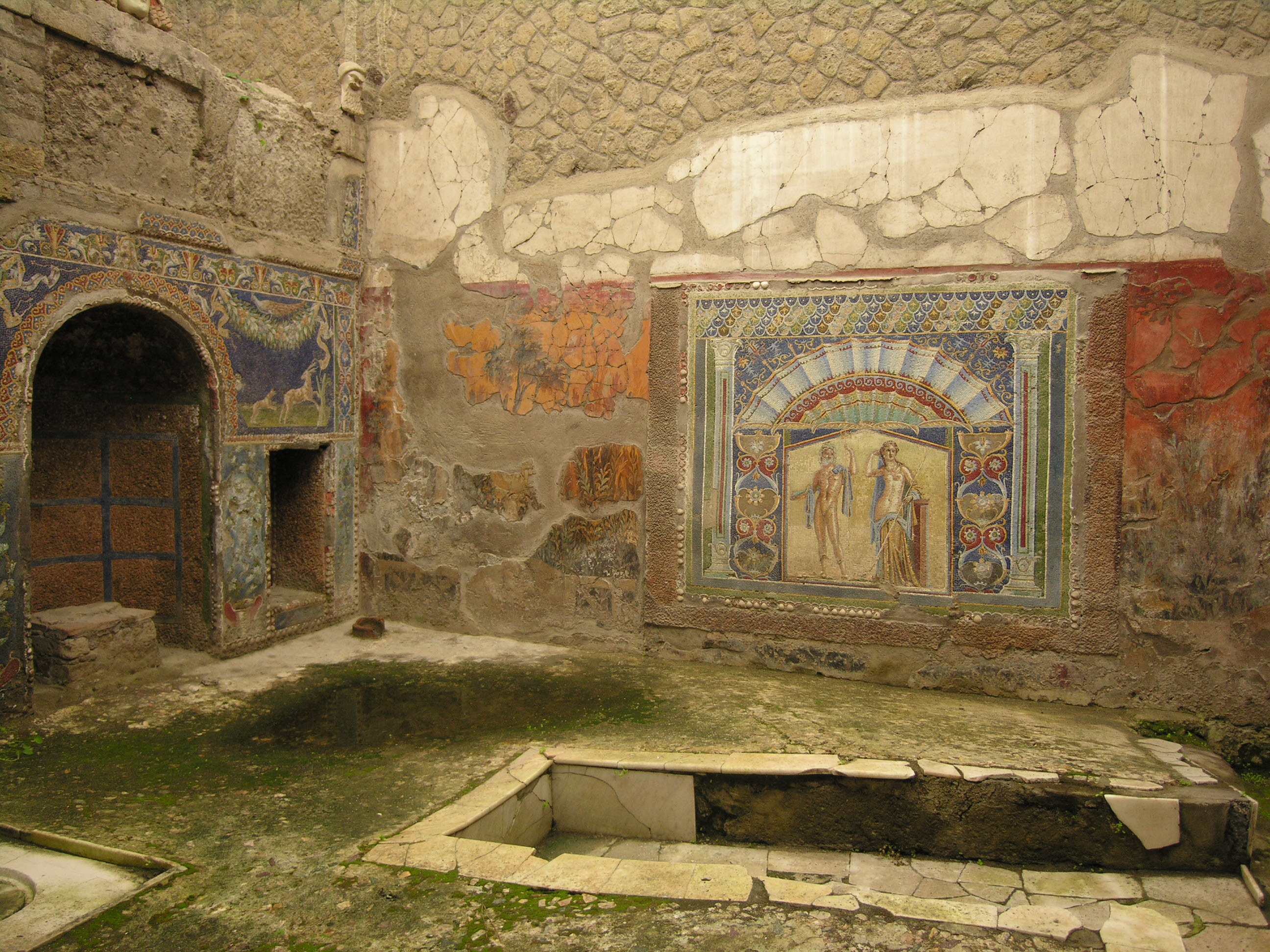
ネプトゥヌスとアンフィトリテの家
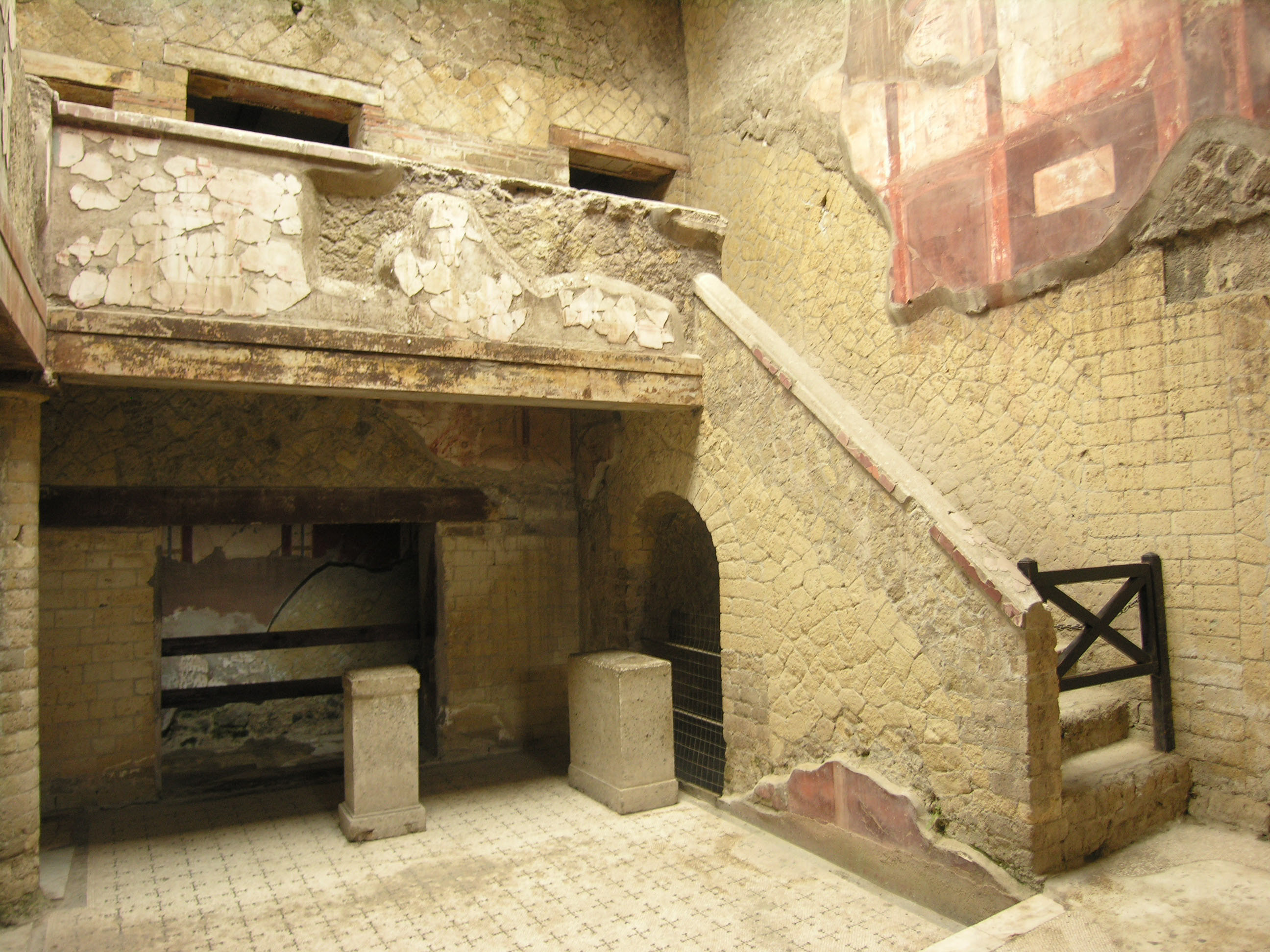
美しい中庭の家
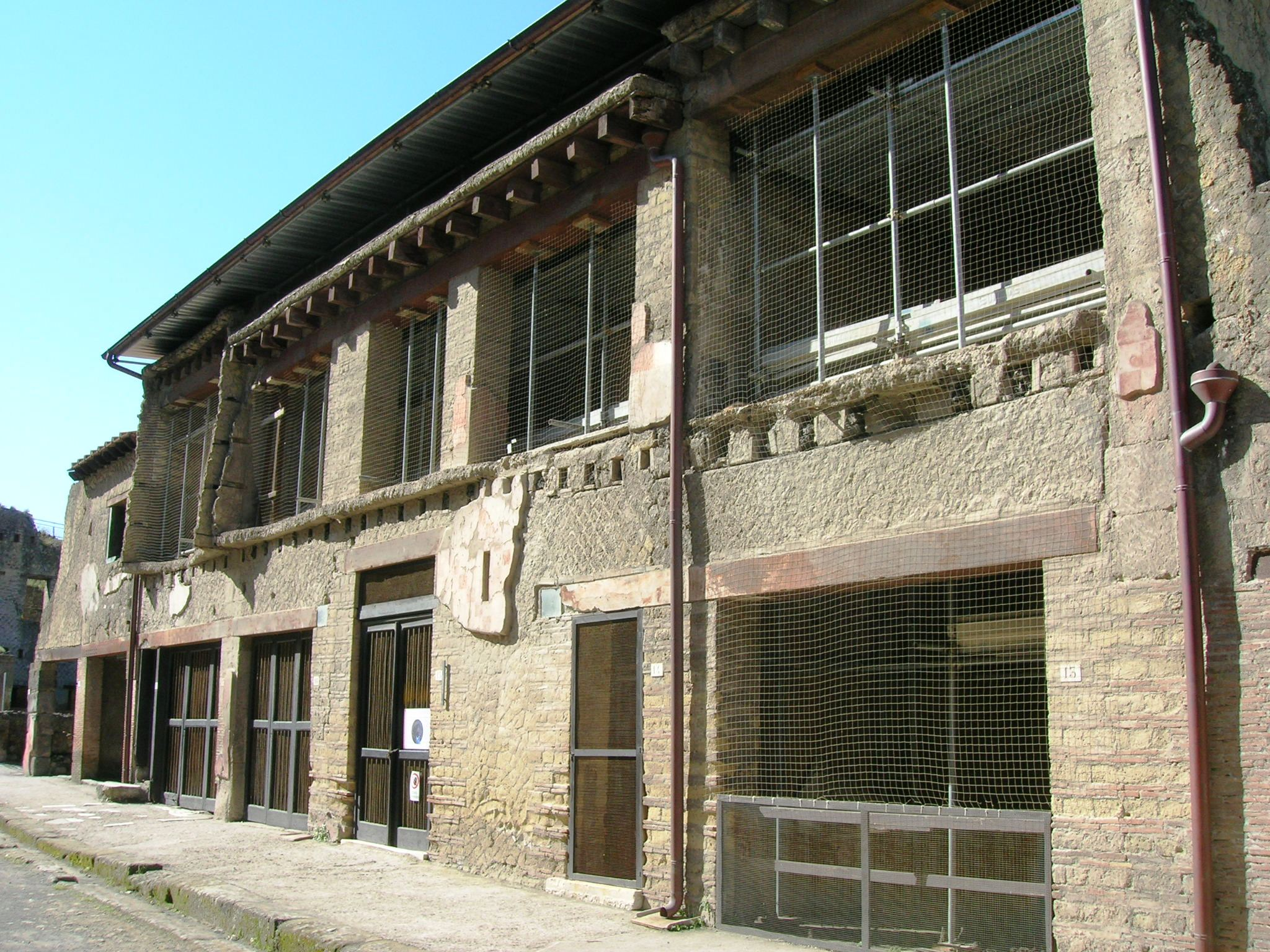
200年記念の家
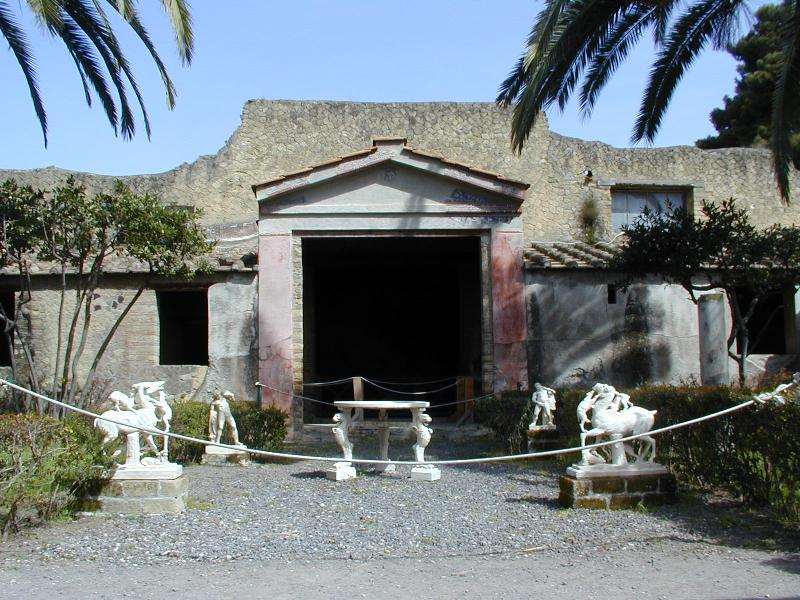
鹿の家
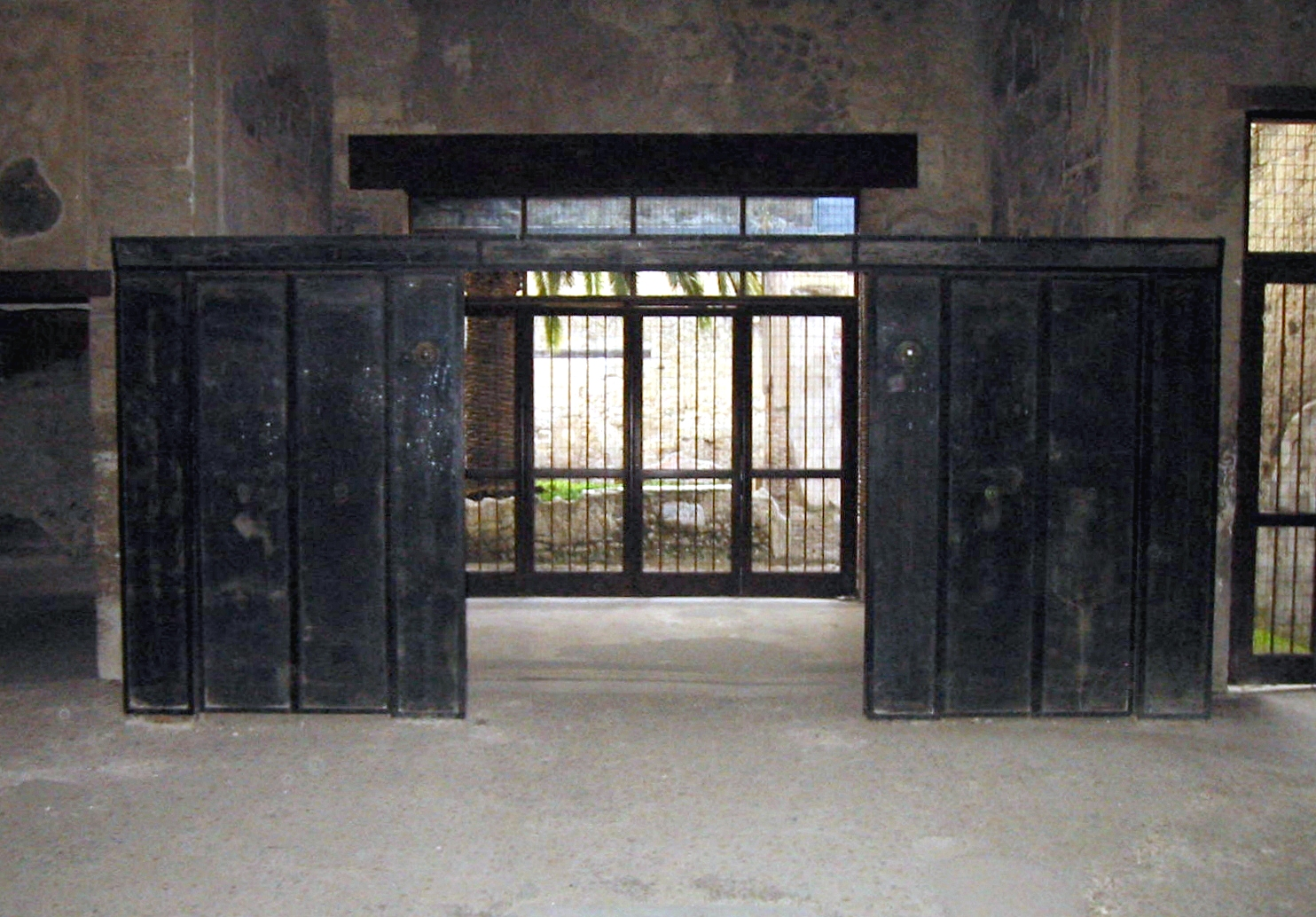
炭化した仕切りのある家

### パピリの館（ヘルクラネウム）
ヘルクラネウムの「パピリの館」（Villa dei Papiri (Herculaneum), ID829bis-006）は市壁の外にある壮大なヴィラで、世界遺産推薦の時点でも発掘作業が継続していた。世界遺産登録面積は1.22ha

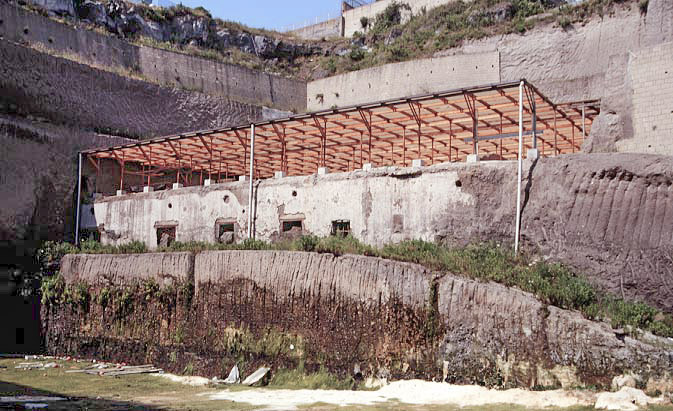
パピリの館

### ヘルクラネウムの劇場
ヘルクラネウムの劇場 (Theatre of Herculaneum, ID829bis-007) は、都市遺跡の中心部から外れた場所に建っており、2000人収容可能な劇場であった。世界遺産登録面積は0.17haである。

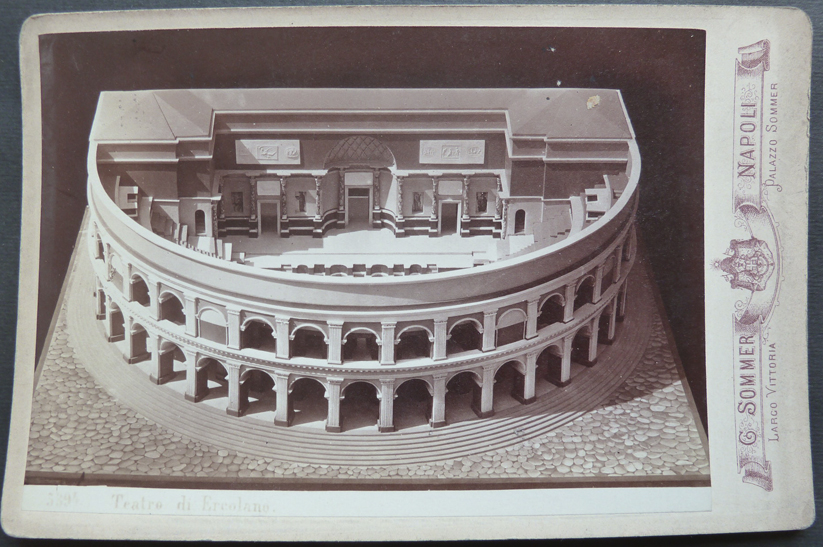
劇場の復元図
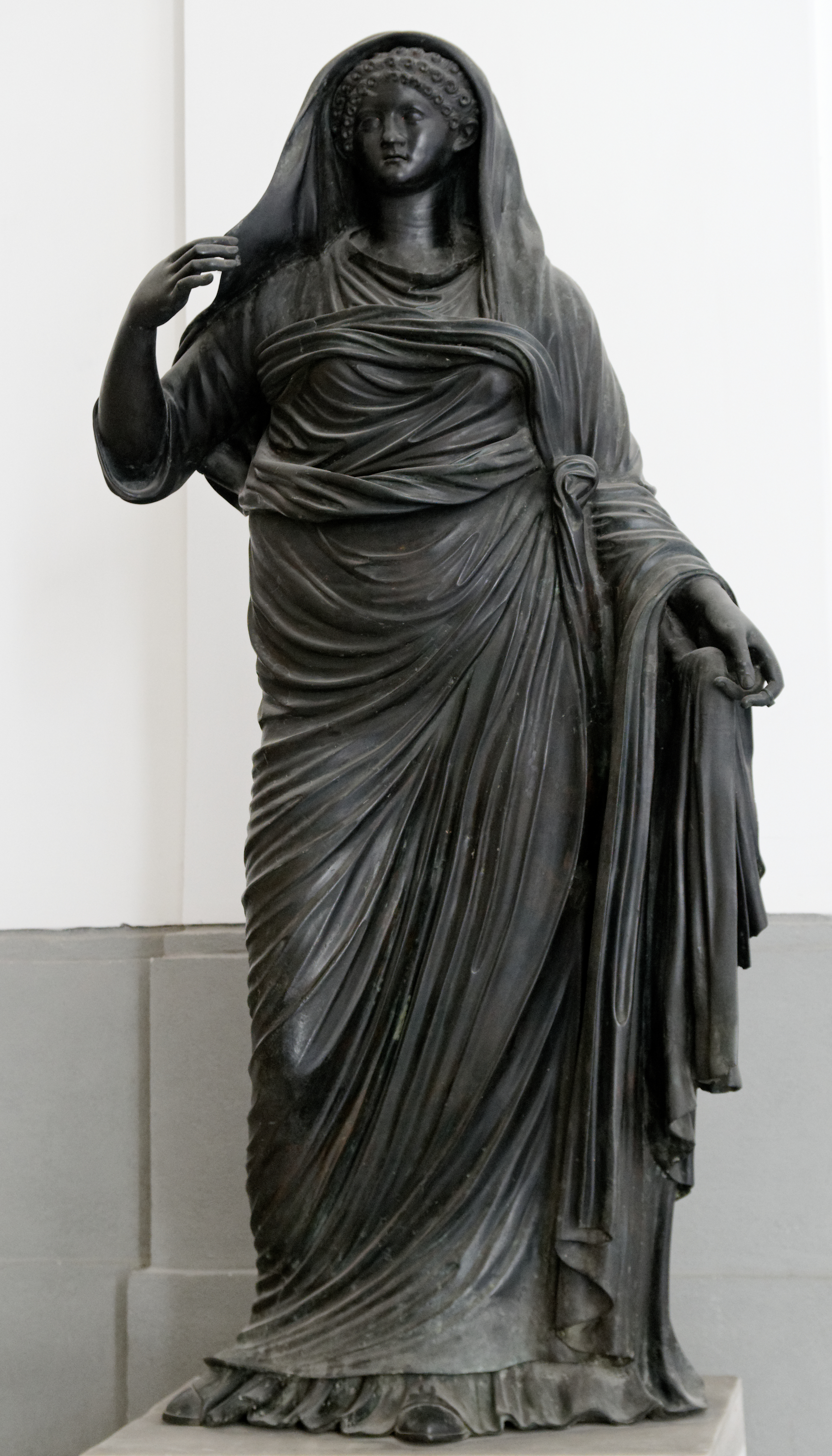
出土した彫像

## 登録基準
イタリア当局はポンペイを火山の噴火を原因とする「非常に例外的な方法で保存された唯一の古代ローマ内陸商業都市の例証」、ヘルクラネウムを「最も完全に残る沿岸住宅都市の例証」等と位置づけ、基準 (3), (4), (5), (6) に合致するものとして推薦した。
これに対してICOMOSは、「西暦79年のヴェスヴィオ山の噴火で埋もれたポンペイとヘルクラネウムの都市群および関連するヴィラ群の印象的な遺跡は、過去の特定の時点における社会と日常生活とを完璧に活写した全体像を提示しており、世界でほかに例がないものである」としてその顕著な普遍的価値を認め、登録を勧告したものの、基準については (3), (4), (5) のみでの適用を勧告した。世界遺産委員会でも、ICOMOSの示した包括的な適用理由がそのまま採用された。
第43回世界遺産委員会（2019年）では、イタリア当局から提出された顕著な普遍的価値に関する遡及的な表明が採択された。その結果、各基準の適用理由は以下のように説明されている。
- (3) 現存するまたは消滅した文化的伝統または文明の、唯一のまたは少なくとも稀な証拠。
この基準は、「ポンペイとヘルクラネウムは非常に例外的な方法でもって保存された唯二つの古代ローマ都市遺跡群であり、完全性と大きさの点では世界でも類を見ない。トッレ・アンヌンツィアータのヴィラは、古代ローマ時代の最もよく保存された壁画群を備えている」と説明されている[63]。

- (4) 人類の歴史上重要な時代を例証する建築様式、建築物群、技術の集積または景観の優れた例。
この基準の適用理由は、それらの遺跡群に保存されていた「都市的・建築的・装飾的および日常生活的な面を通じ、紀元前1世紀から1世紀までの古代ローマ時代の生活の全体像を提示しいる」とした上で、「トッレ・アンヌンツィアータのヴィラAは、古代ローマ時代の郊外に築かれたヴィラの中で最重要の例証である」と説明している[63]。

- (5) ある文化（または複数の文化）を代表する伝統的集落、あるいは陸上ないし海上利用の際立った例。もしくは特に不可逆的な変化の中で存続が危ぶまれている人と環境の関わりあいの際立った例。
この基準は、それらの遺跡群が「古代ローマ時代の都市・郊外の施設群の顕著な例証」で、「西暦79年のヴェスヴィオ山の噴火という、まさにその時点におけるローマ人の生活の生き生きとした包括的な姿を示している」ことを適用理由とした[63]。

## 軽微な変更
2009年時点で遡及的に確認された登録範囲が98.05 haだったに対し、緩衝地帯は24.35 haにとどまっていた。この緩衝地帯は埋没していた文化遺産を保護するためのものでしかなかったが、イタリア当局は2011年のリアクティブモニタリングにおいて、この世界遺産とヴェスヴィオ山との視覚的な繋がりを保つために、緩衝地帯を拡大するように勧告された。
その後、イタリア当局と世界遺産委員会の複数回のやり取りでの範囲修正を経て、第45回世界遺産委員会（2023年）で緩衝地帯に関する軽微な変更が承認され、範囲が拡大された。その内訳は、ポンペイ周辺とトッレ・アンヌンツィアータのヴィラ周辺が合わせて1469.01 ha、ヘルクラネウム（劇場とパピリの館を含む）周辺が257.08 haで、合計1726.09 haである。
ただし、この拡大の際にICOMOSは、数度の修正の中で最終的に除外されたボスコレアーレのヴィラを含む形でさらなる拡大を検討するよう勧告しており、この勧告は委員会決議でもそのまま踏襲された。2023年時点の緩衝地帯が属する自治体は、ポンペイ、エルコラーノ、トッレ・アンヌンツィアータに加え、その近隣のカステッランマーレ・ディ・スタービア、スカファーティ、トッレ・デル・グレコ、トレカーゼ、ボスコトレカーゼ、ボスコレアーレ、ポルティチの計10コムーネとなった。緩衝地帯については、2004年に文化遺産と景観を保護する法令が整備されており、今回拡大された緩衝地帯もこの法令の対象となっている。